# Анрі Тулуз-Лотрек
Анрі́ Марі́ Раймо́н де Тулу́з-Лотре́к (фр. Henri Marie Raymond comte de Toulouse-Lautrec Monfa; 24 листопада 1864, Альбі — 9 вересня 1901, замок де Мальроме, Жиронда) — французький живописець, постімпресіоніст.

## Біографія та творчість
Походив із давнього аристократичного роду. Народився в південно-французькому місті Альбі. У 14 років зламав обидві ноги і назавжди залишився калікою (через генетичне захворювання — батько й мати доводилися один одному двоюрідним братом і сестрою — ноги перестали рости), тому він вирішив присвятити себе живопису. Надихався мистецтвом імпресіоністів і японськими гравюрами.
Батьки Анрі, граф Альфонс Шарль де Тулуз-Лотрек-Монфа та графиня Адель Тап'є де Селейран, розлучилися після смерті молодшого сина Рішара в 1868 році. Після розлучення батьків Анрі жив в маєтку Шато-дю-Боск і в маєтку Селейранів недалеко від Нарбонна, де навчався верховій їзді, латині і грецькій мові.
У 1882 році приїхав до Парижа, а в 1884 —облаштувався на Монмартрі, де прожив до кінця своїх днів.
Вчився (у Л. Бонна в 1882 і Ф. Кормона з 1883) і працював у Парижі; відчував вплив Едґара Деґа і японської гравюри. Основна тема творчості Тулуз-Лотрека — розваги і побут паризької богеми і «дна», які він відтворює без моралізування, але з властивою йому хворобливою гостротою спостереження, часто з їдкою іронією, майстерно передаючи гротескову динаміку ніби випадково вихоплених з потоку життя мізансцен, характерність поз і жестів. Одним із перших усерйоз зайнявся малюванням афіш. У своїх роботах часто малював повій і життя монмартрських кабаре. Важливе місце в його картинах посідають танцівниця Ла Гулю («Ненажера») — виконавиця кадрилі, Жанна Авріль, клоунеса Ша-Ю-Као, співачка Іветта Гільбер.
Суто індивідуальній манері Анрі де Тулуз-Лотрека властиві узагальнений, гнучкий і ламкий малюнок, довгі вібруючі мазки, холодна гамма, відтінена крупними, яскравими барвистими плямами. Прекрасна майстерність особливо яскраво виявилася в літографованих театральних афішах Тулуз-Лотрека з їхнім графічно-гострим лаконізмом, декоративною показовістю кольору, химерно-гнучким малюнком.
Залишив після себе безліч чудових полотен. Помер у родовому замку на руках матері, не доживши до 37 років.

## Проблеми зі здоров'ям
Тулуз-Лотрек хворів на рідкісну спадкову хворобу пікнодизостоз, що незворотне вплинуло на розвиток його скелета, зробивши його кістки дуже ламкими. У 1878—1879 Тулуз-Лотрек переніс переломи обох стегон, наслідком чого стала неможливість вирости вище 152 см — його тулуб був нормального розміру, проте ноги були дуже короткими. Окрім того, у Тулуз-Лотрека був сигматизм і внаслідок цього він не міг правильно вимовляти шиплячі та свистячі звуки. Згодом хворів на алкоголізм, а згодом на сифіліс.

## Пам'ять
У 1922 році в Альбі відкрито музей Тулуз-Лотрека. На його честь названо астероїд 11506 Тулуз-Лотрек.

## Обрані роботи

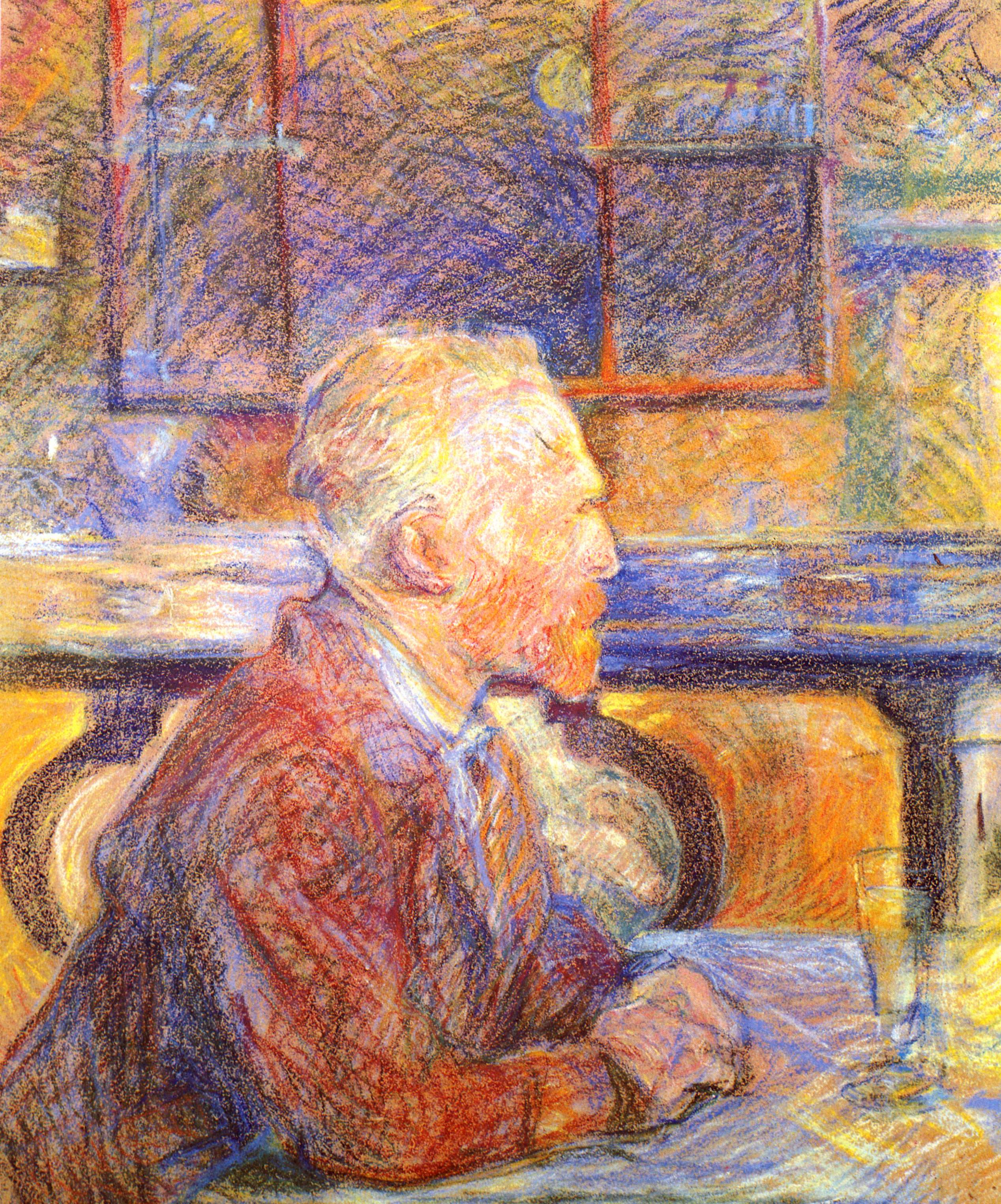
Вінсент ван Гог (1887)
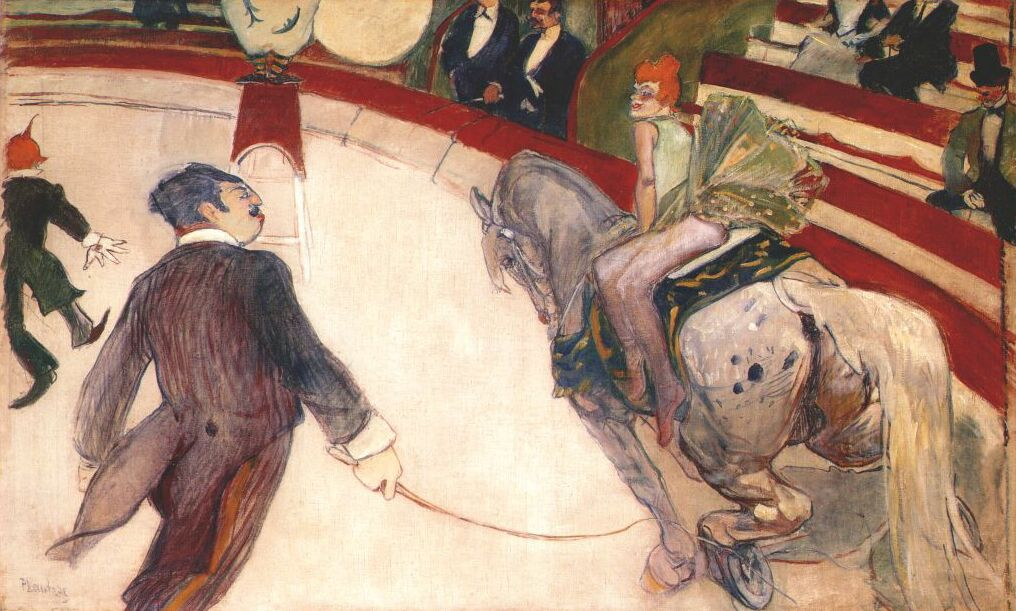
Цирк Фернандо (1888)
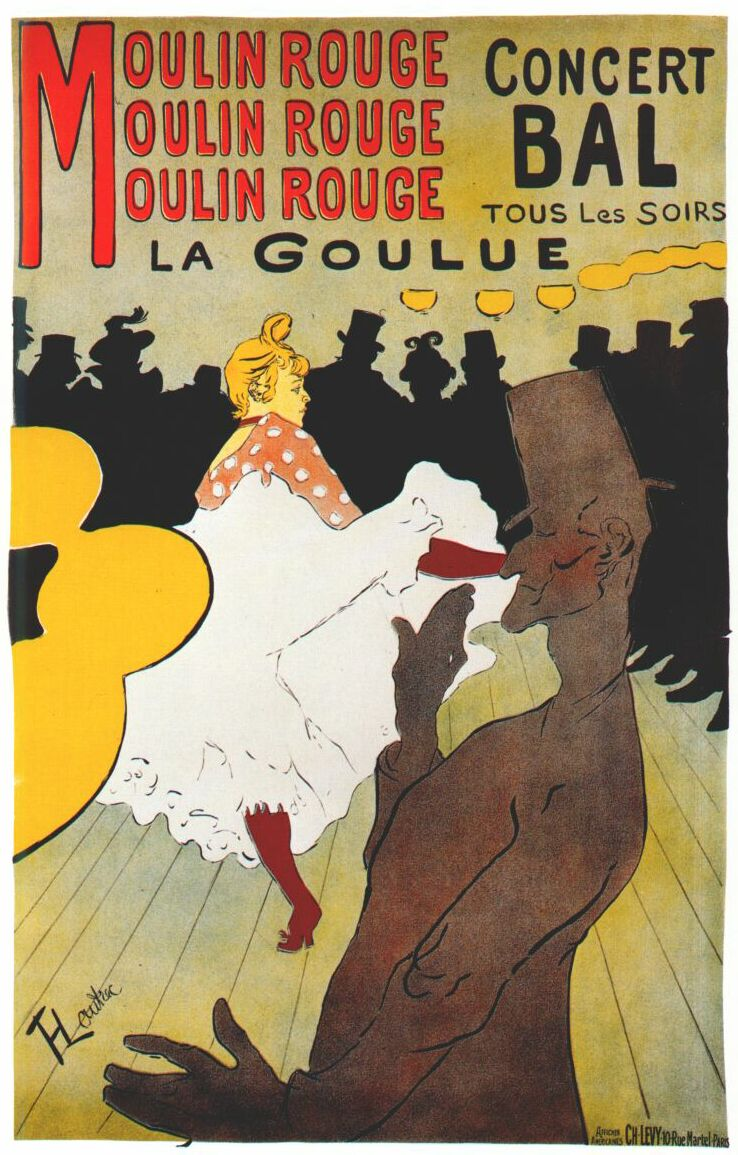
Мулен Руж — Ла Гулю, постер (1891)
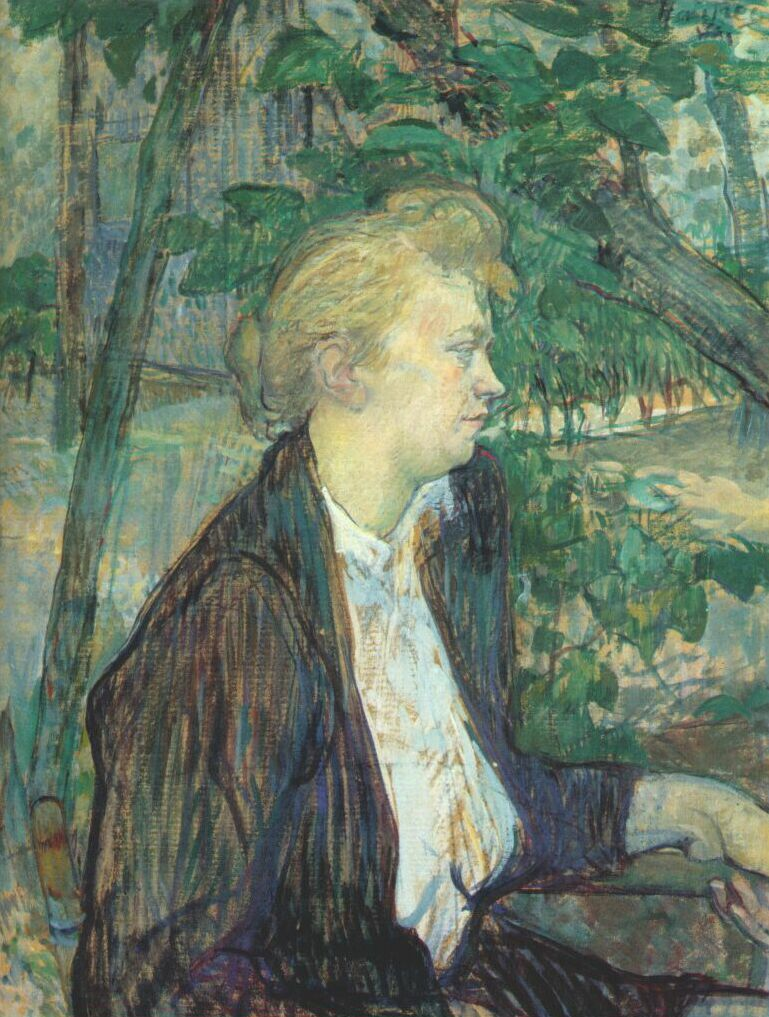
Портрет Габріель (1891)
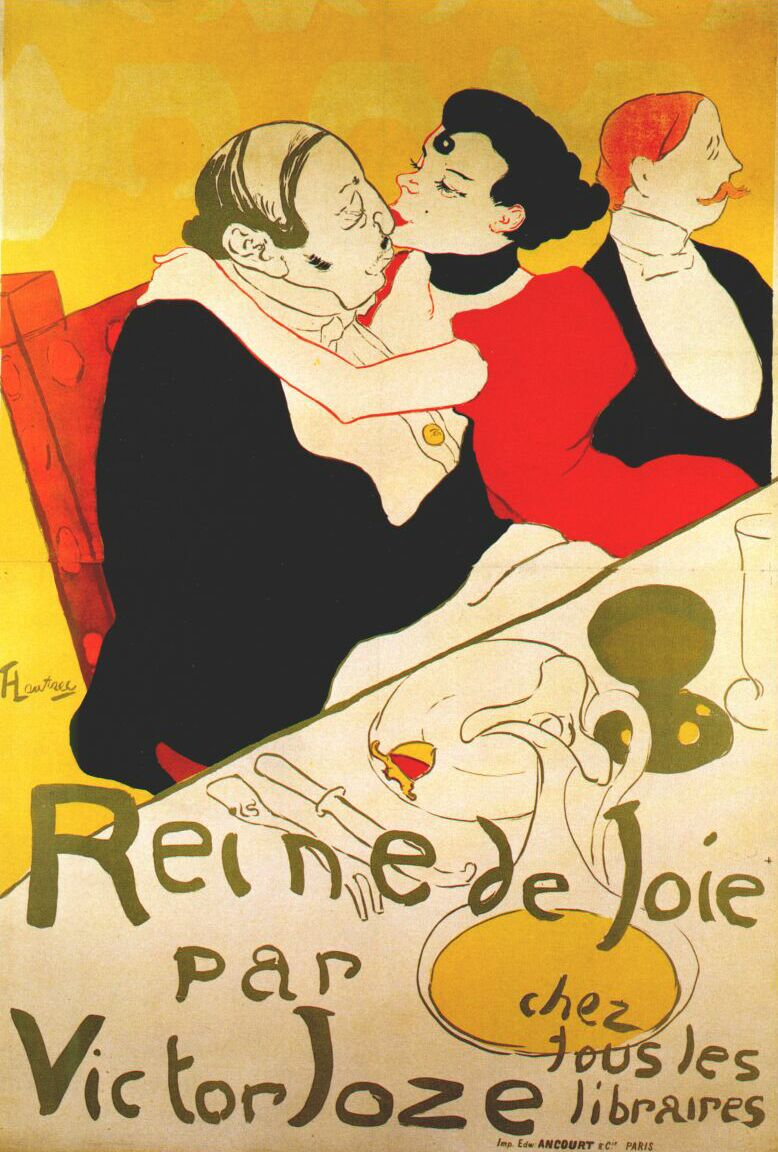
La reine de joie  (1892)
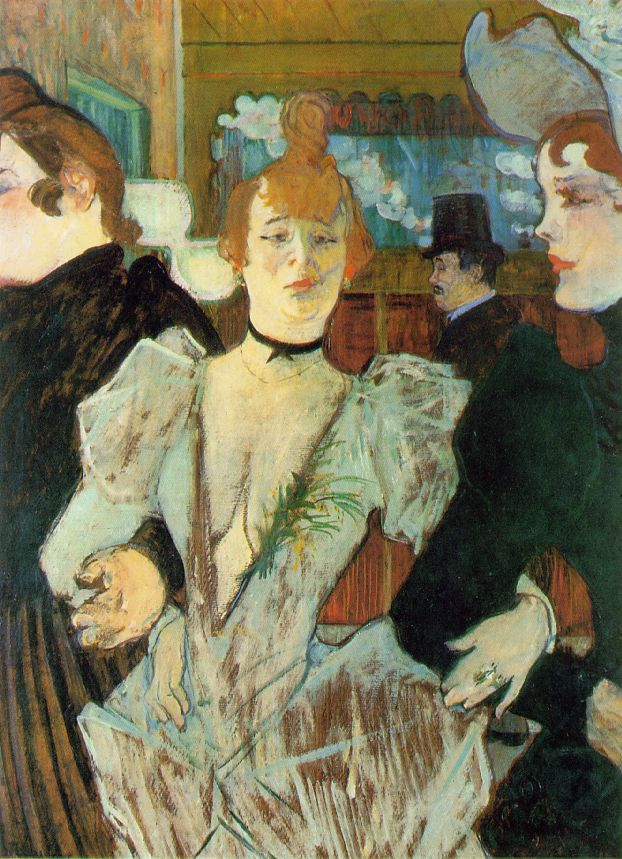
Ла Гулю приїздить у Мулен Руж (1892)
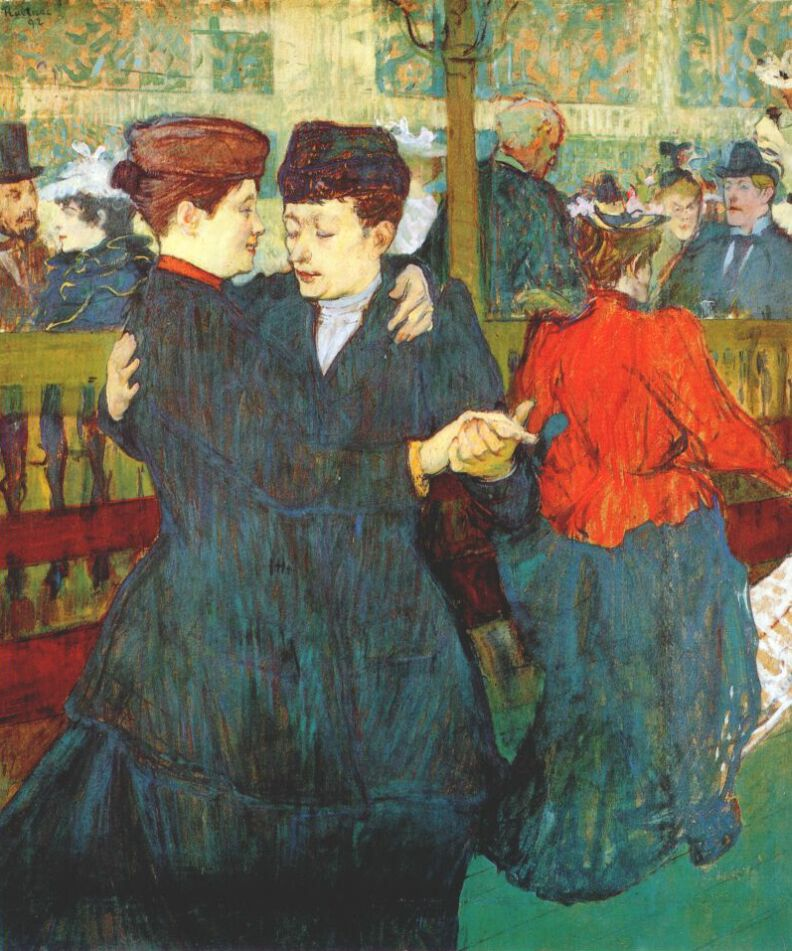
У Мулен-Руж: дві жінки вальсують (1892)
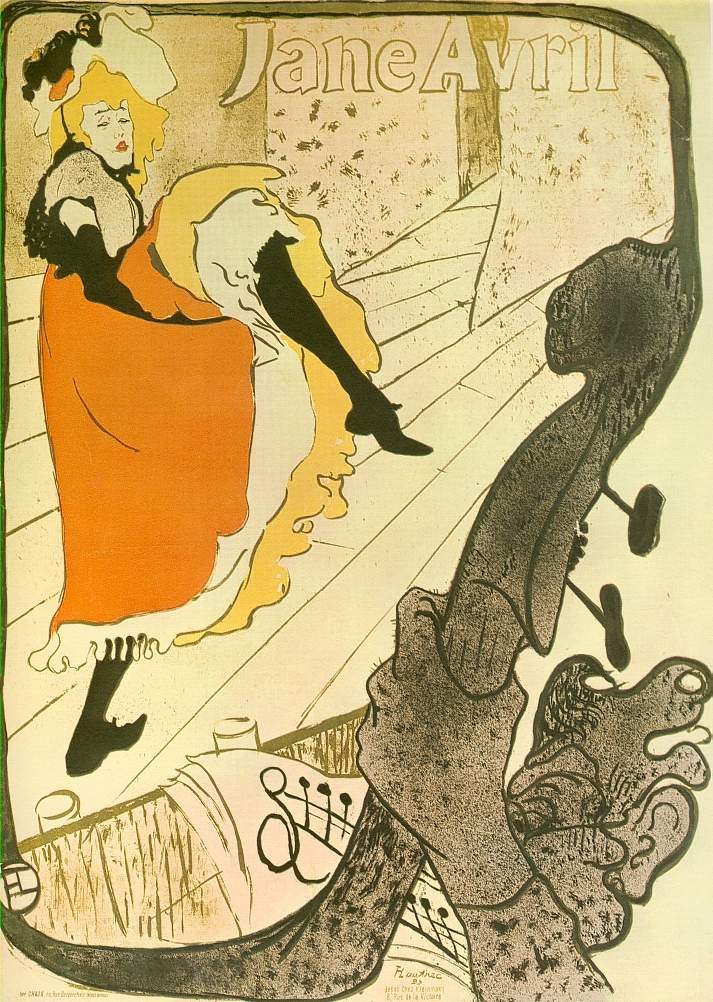
Avril (Жанна Авріль), постер (1893)
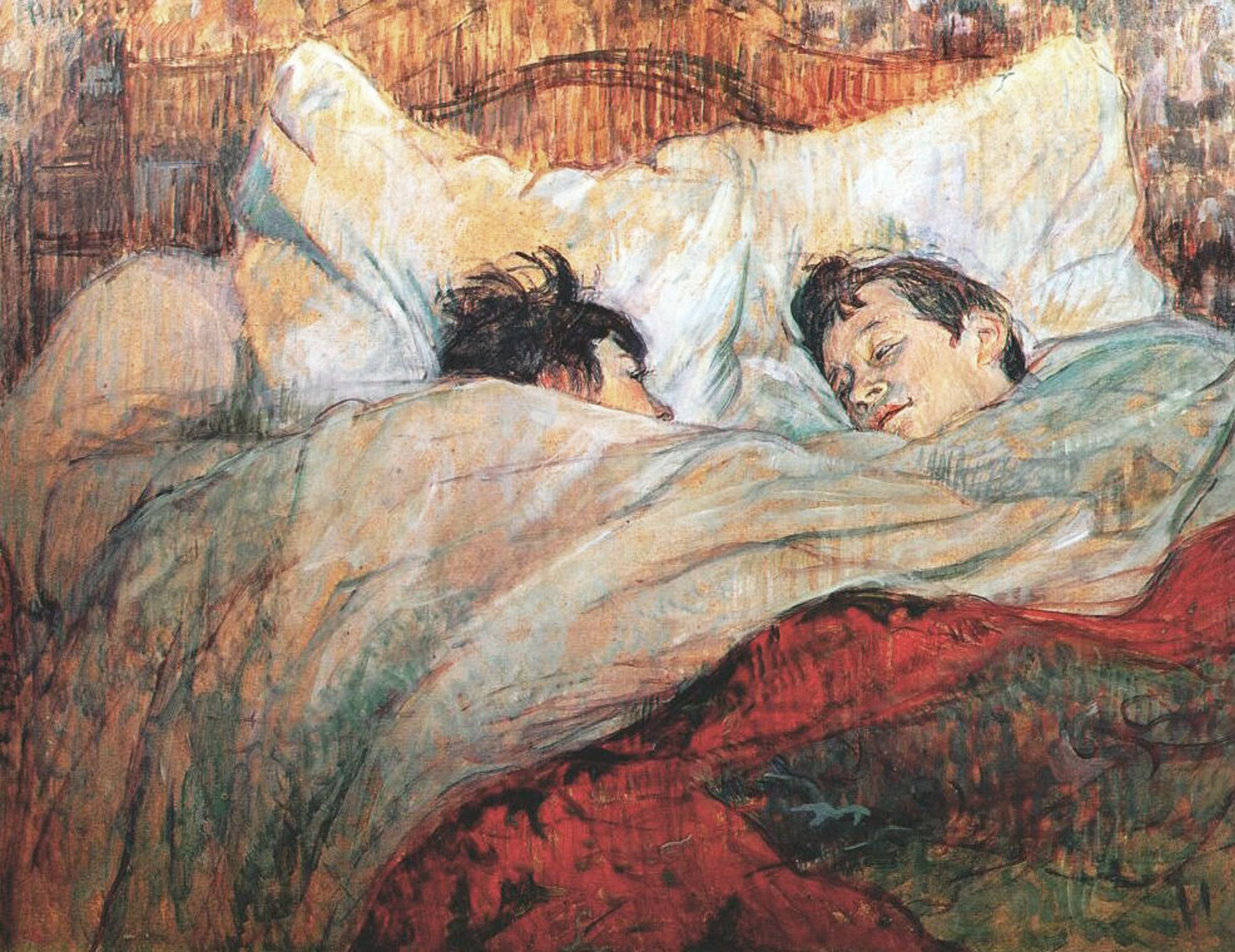
У ліжку (1893)
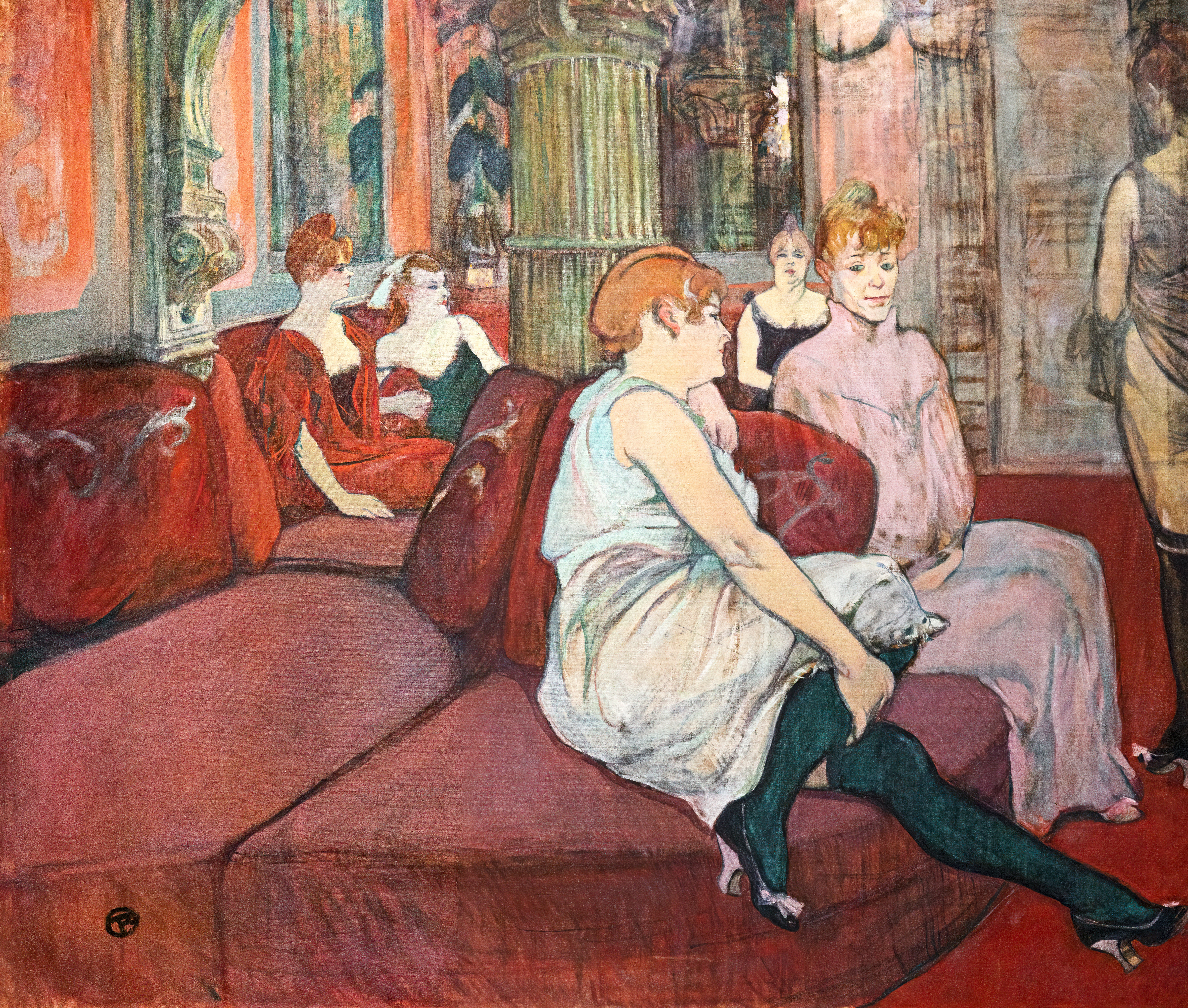
Салон на вулиці Демулен (1894)
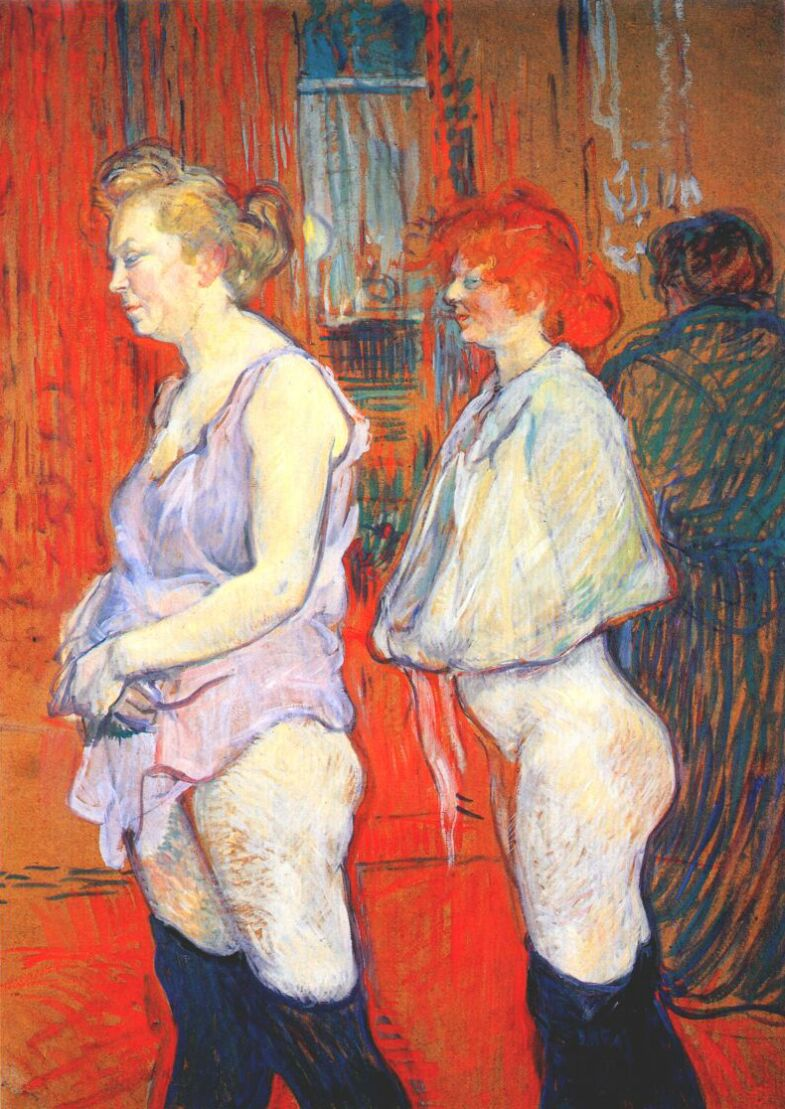
Медичний огляд у борделі на вулиці Демулен (1894)
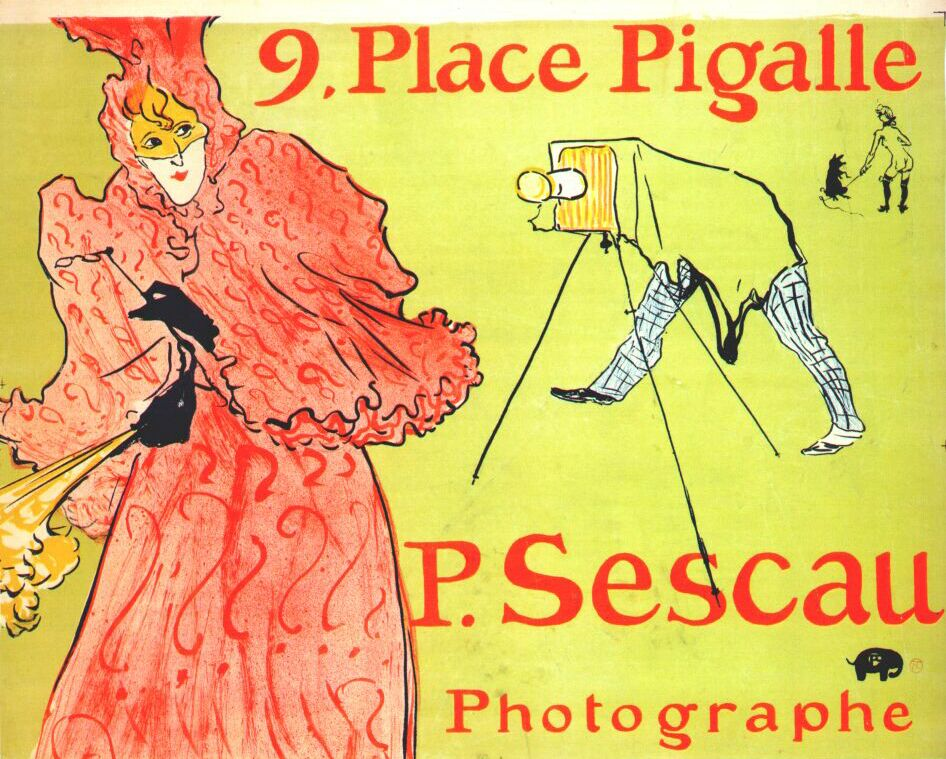
Іветта Гільбер Le photographe, Place pigeon, 9 (1894)
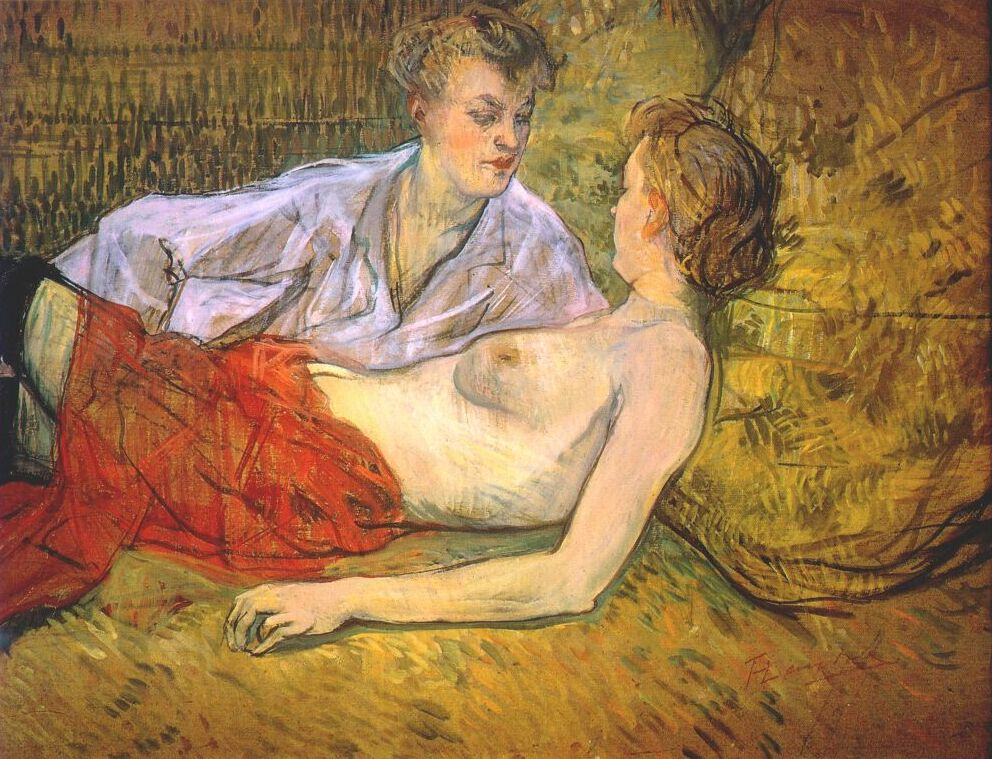
Дві подруги (бл. 1894–95)
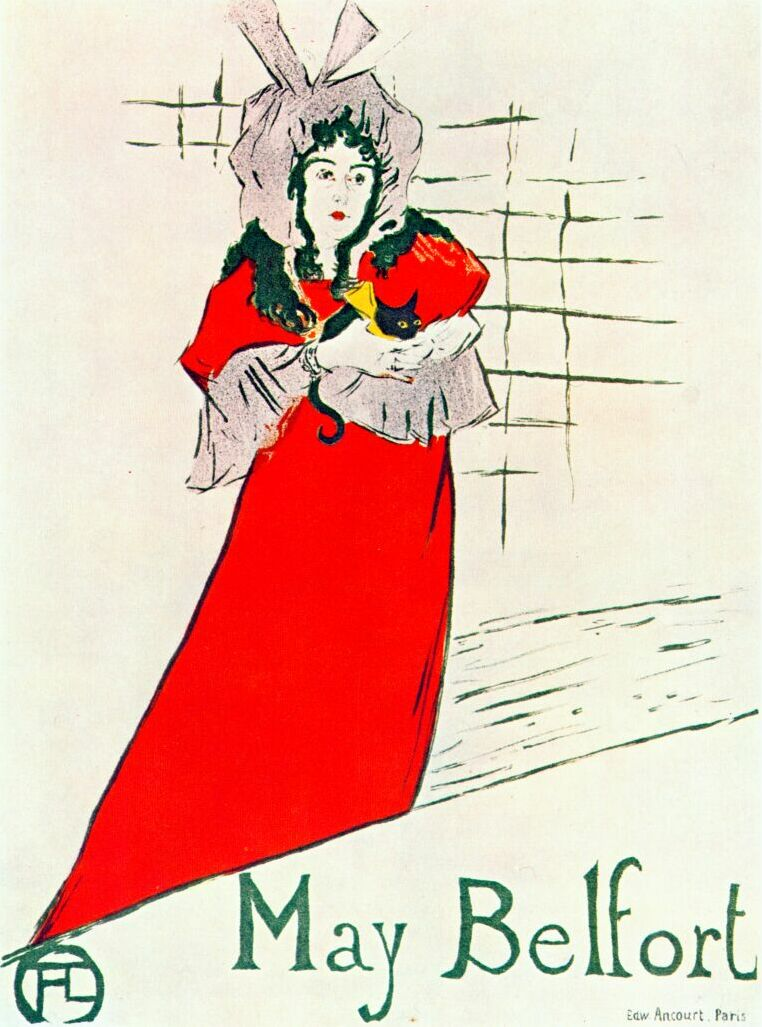
May Belfort (singing Daddy Wouldn't Buy Me a Bow-wow), poster (1895)
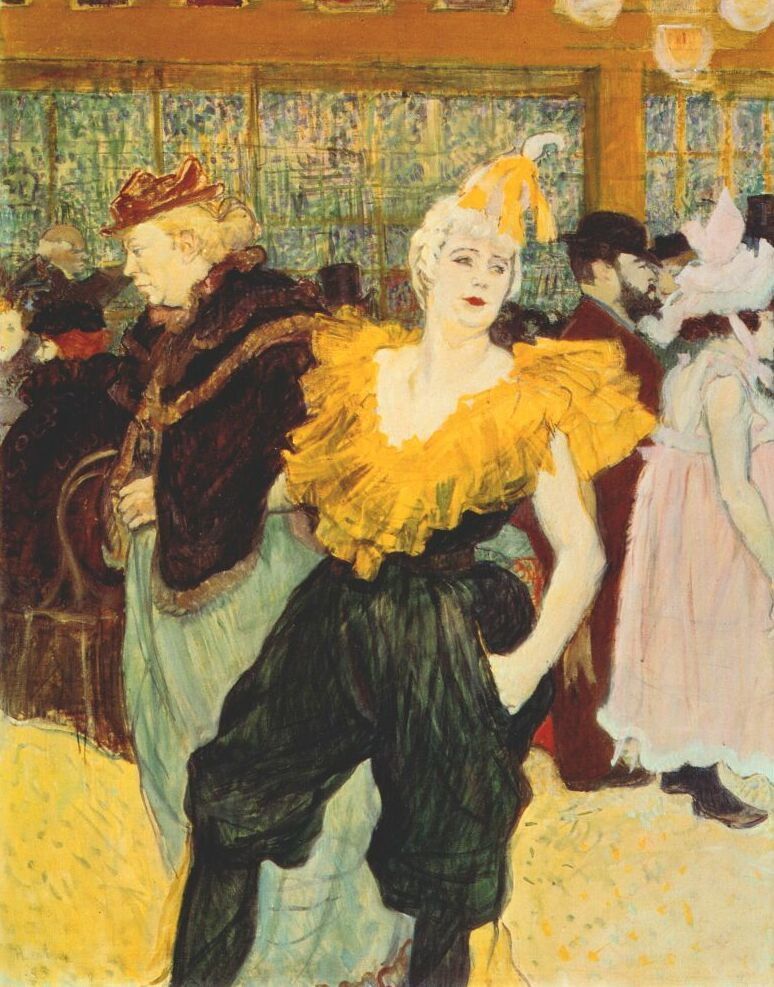
Клоунеса Ша-Ю-Као в Мулен-Руж (1895)
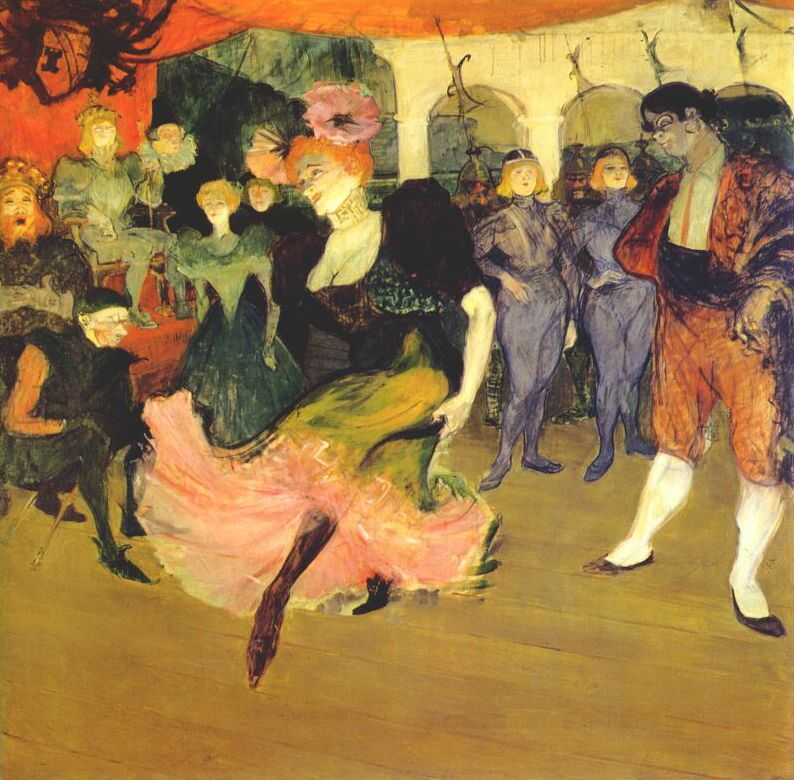
Марсель Лендер на сцені (1895)
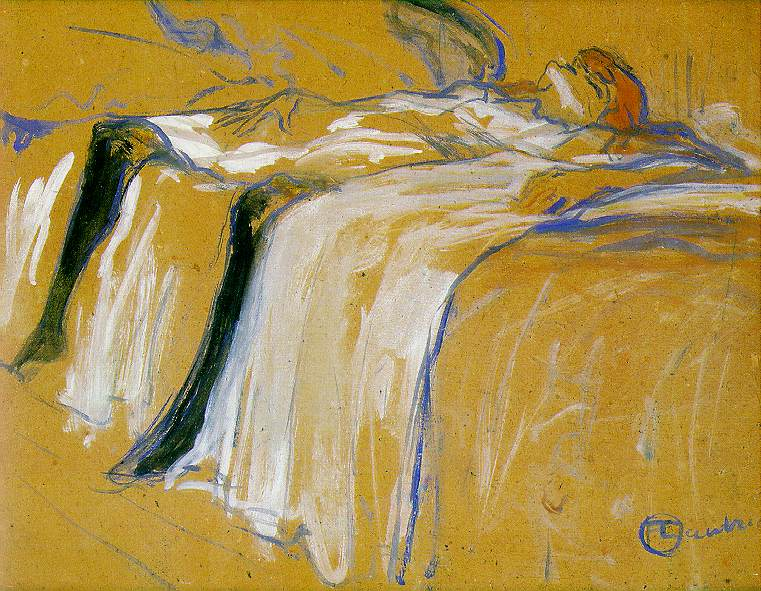
Alone (1896)
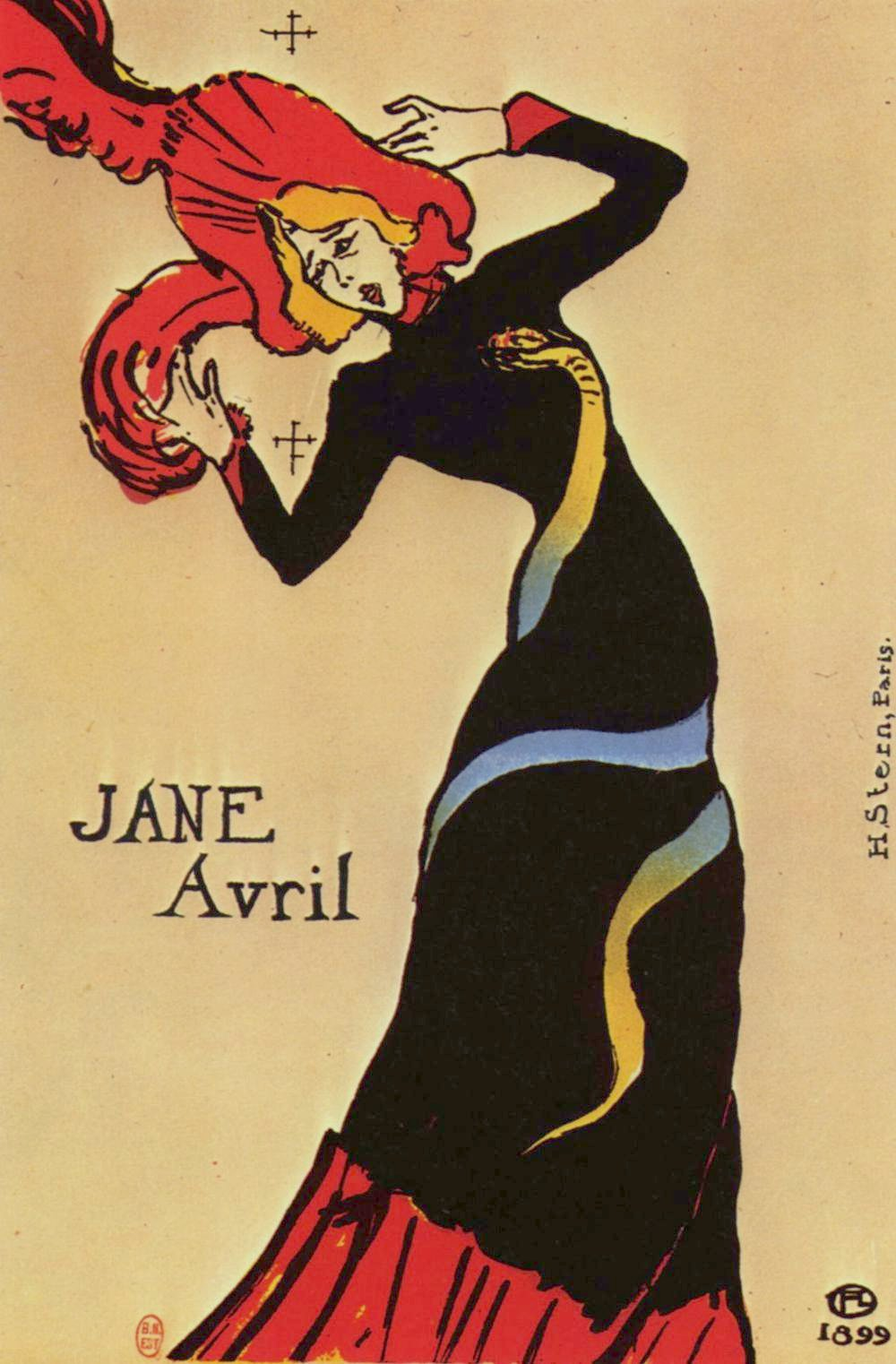
Jane Avril (1899)
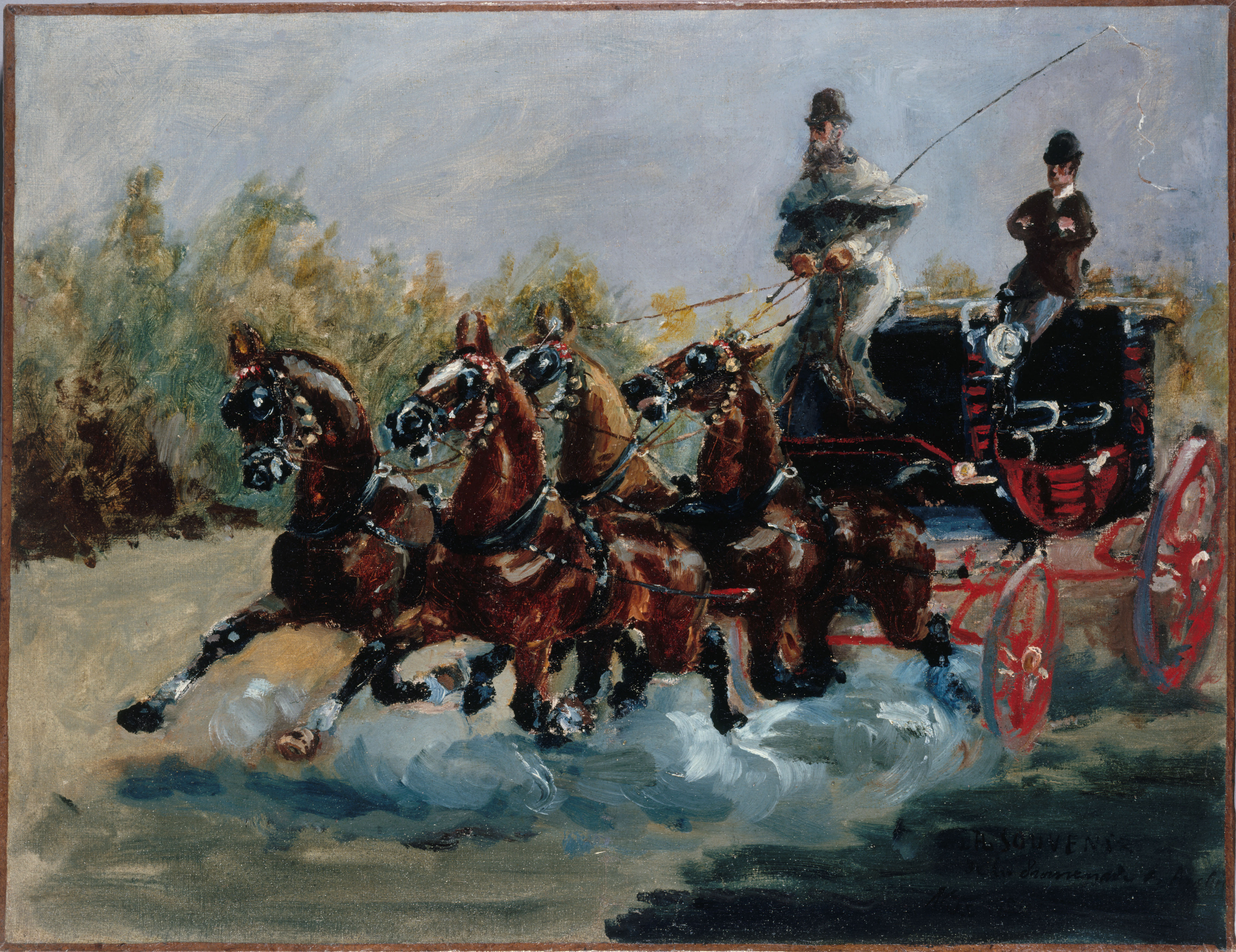
Grafo Alphonse de Toulouse-Lautrec kocxerumas kvar cxevalojn (1881)
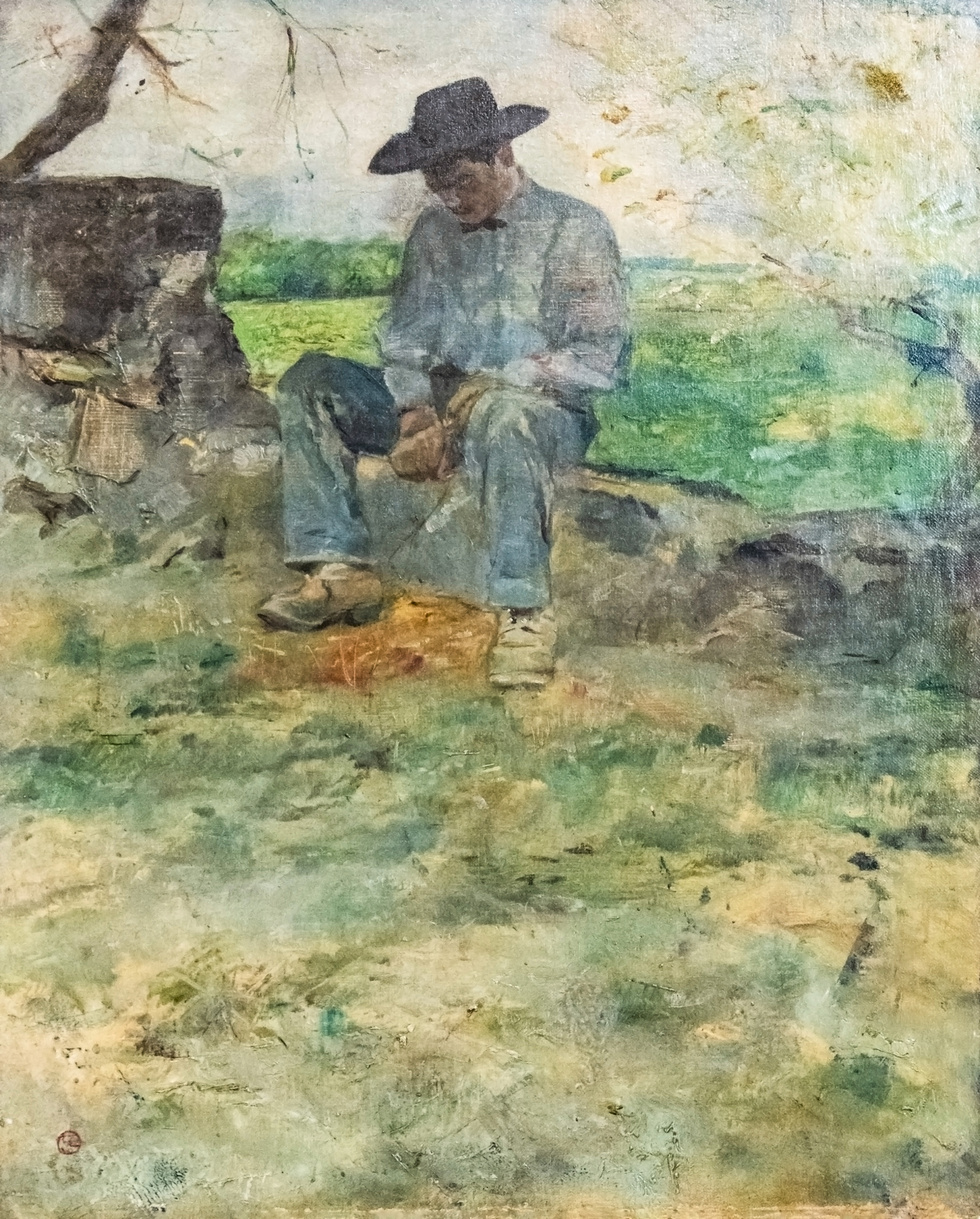
La juna Routy en Céleyran (1882)
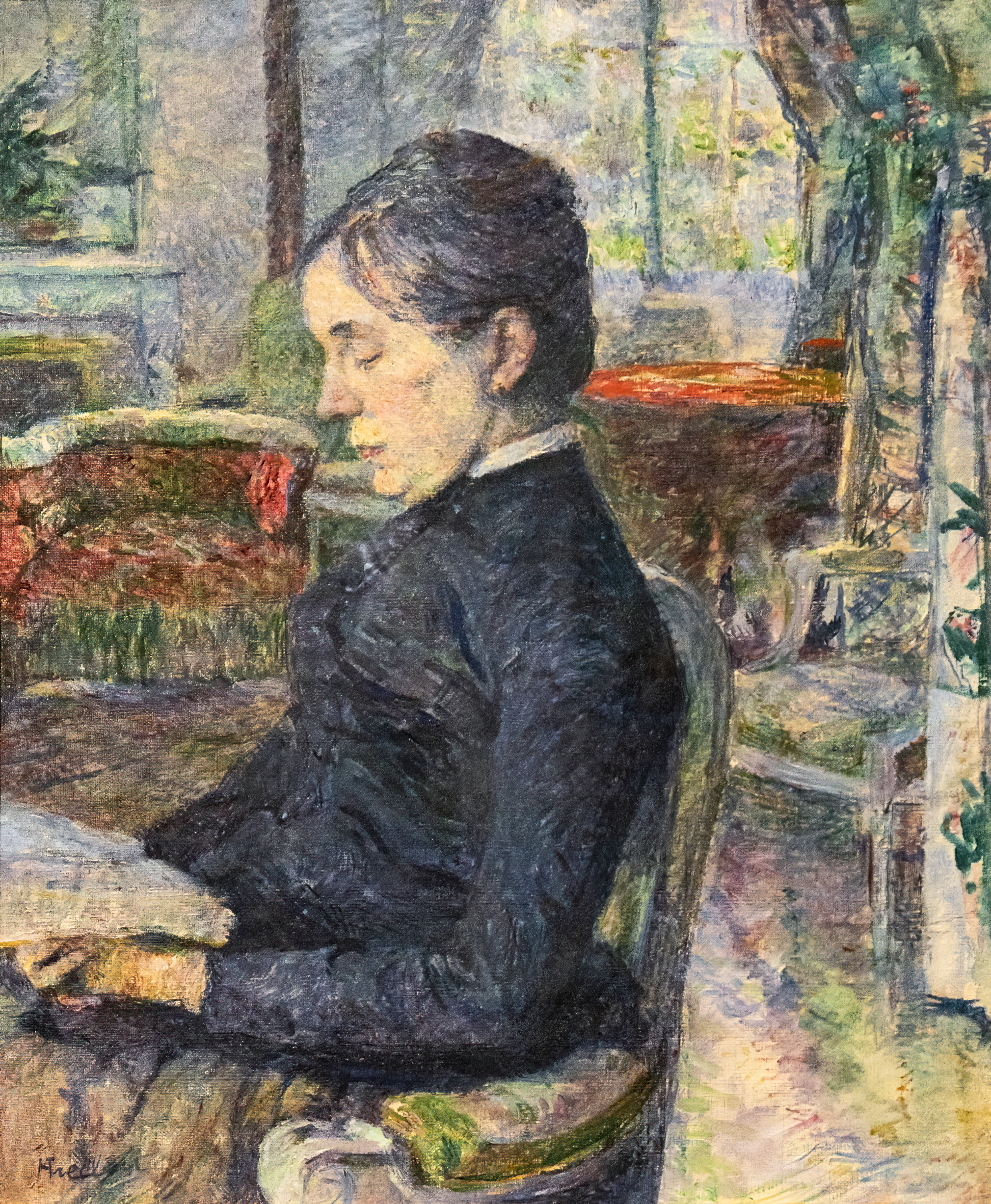
La Comtesse Adèle de Toulouse-Lautrec dans le salon du Château de Malromé (cca 1886)
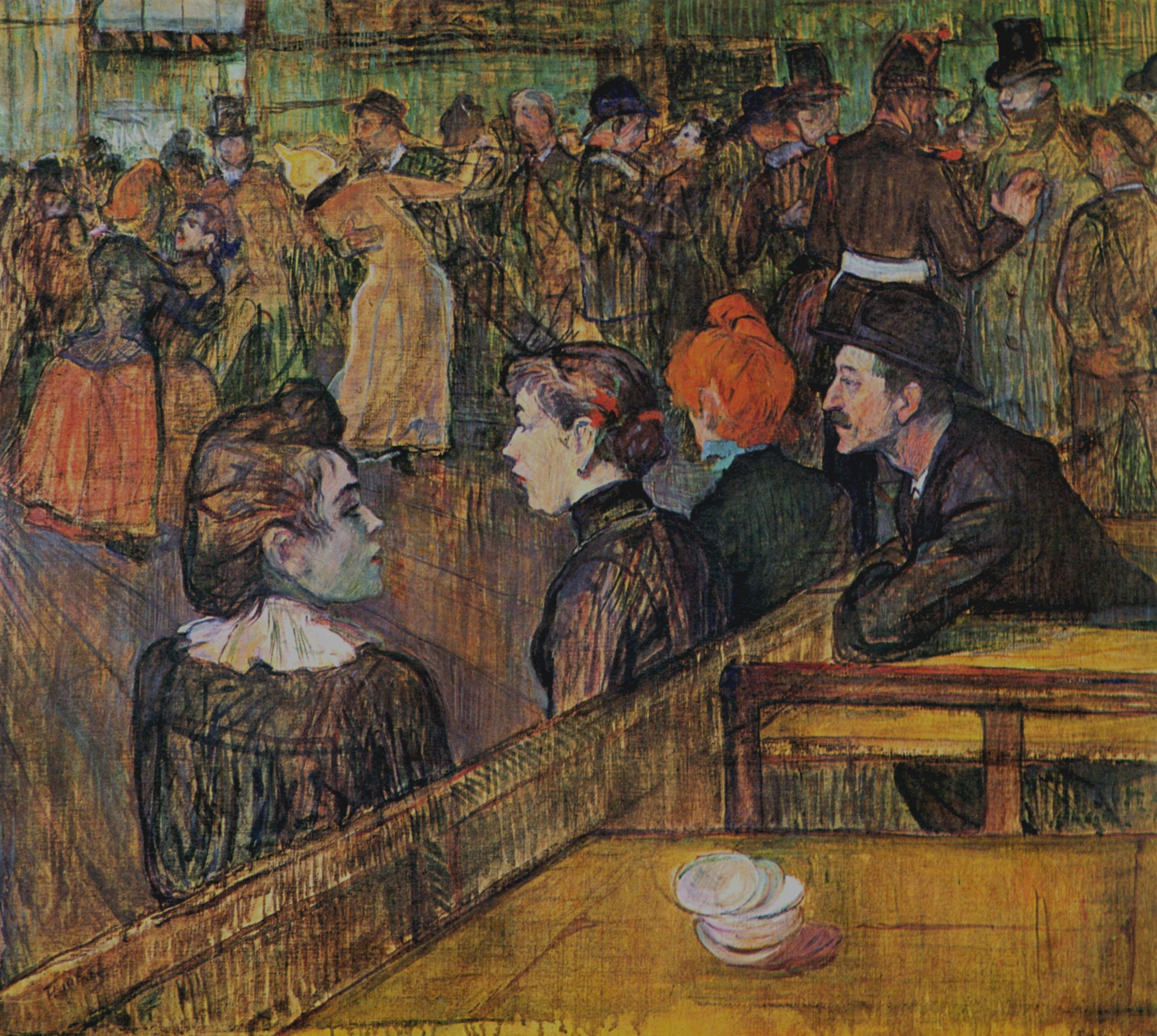
En Moulin de la Gallete (1889)
Marie Dihau cxe piano (1890)
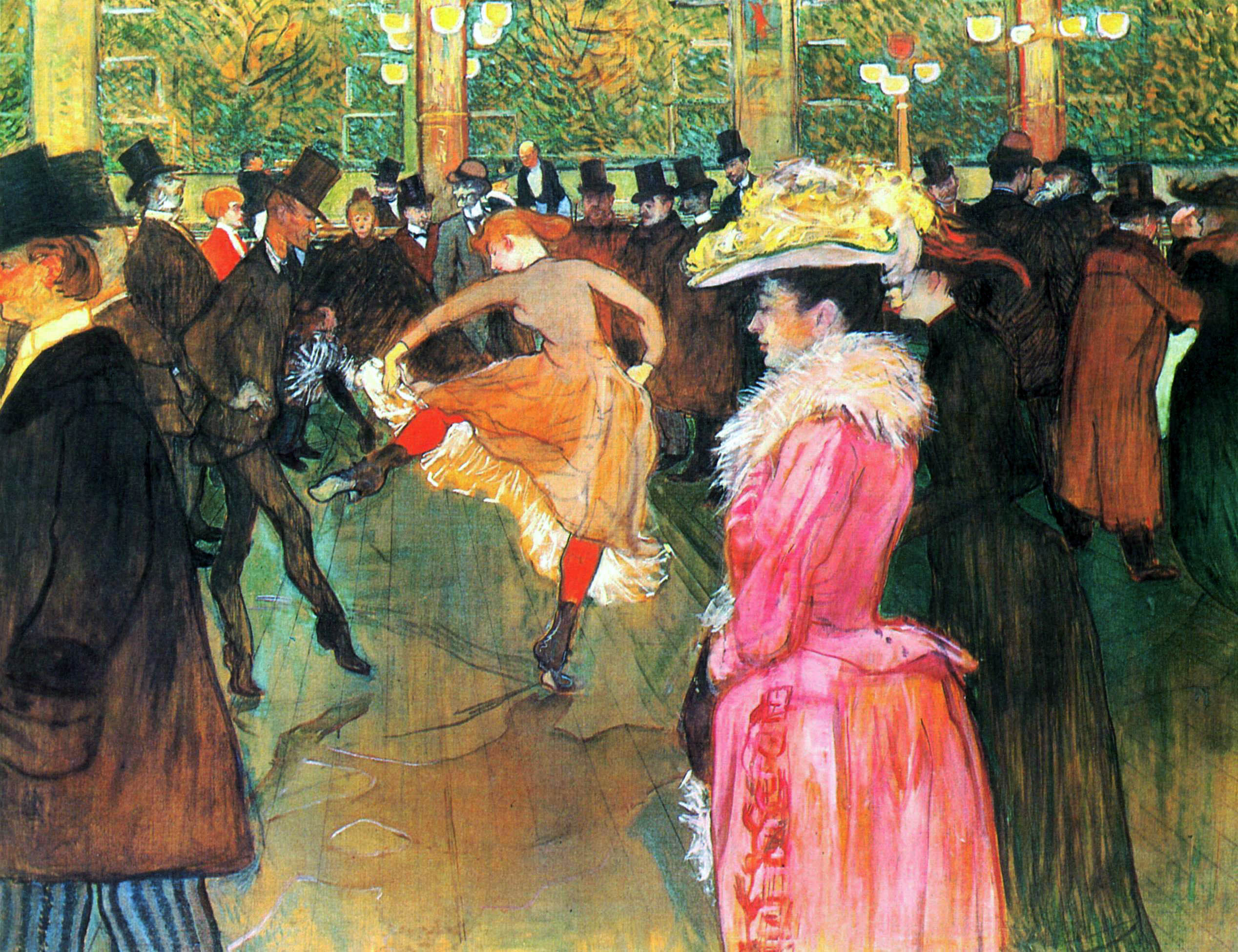
Danco en Moulin Rouge (1890)
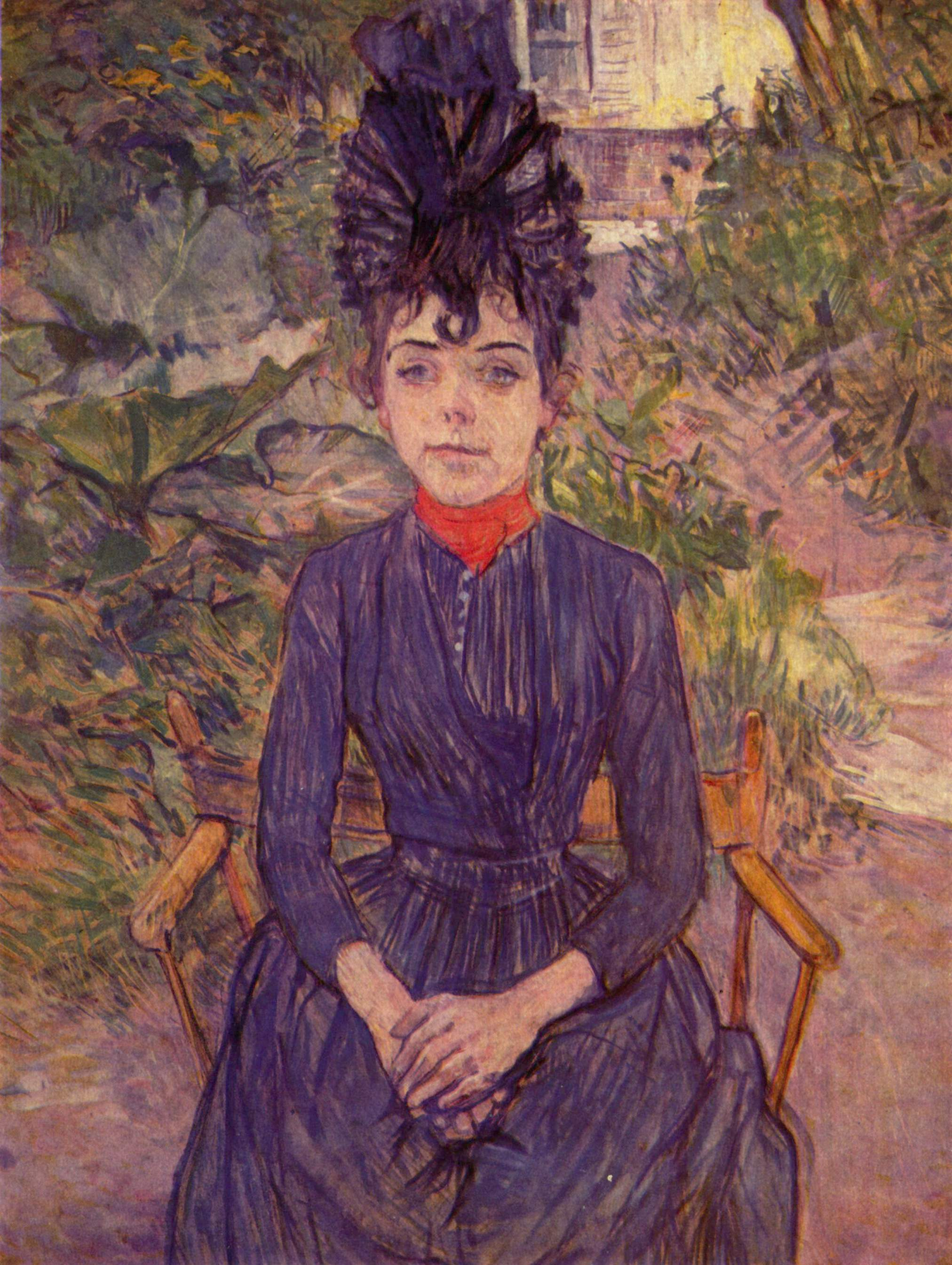
Justina Dihauhl en gxardeno de patro Forest (1890)
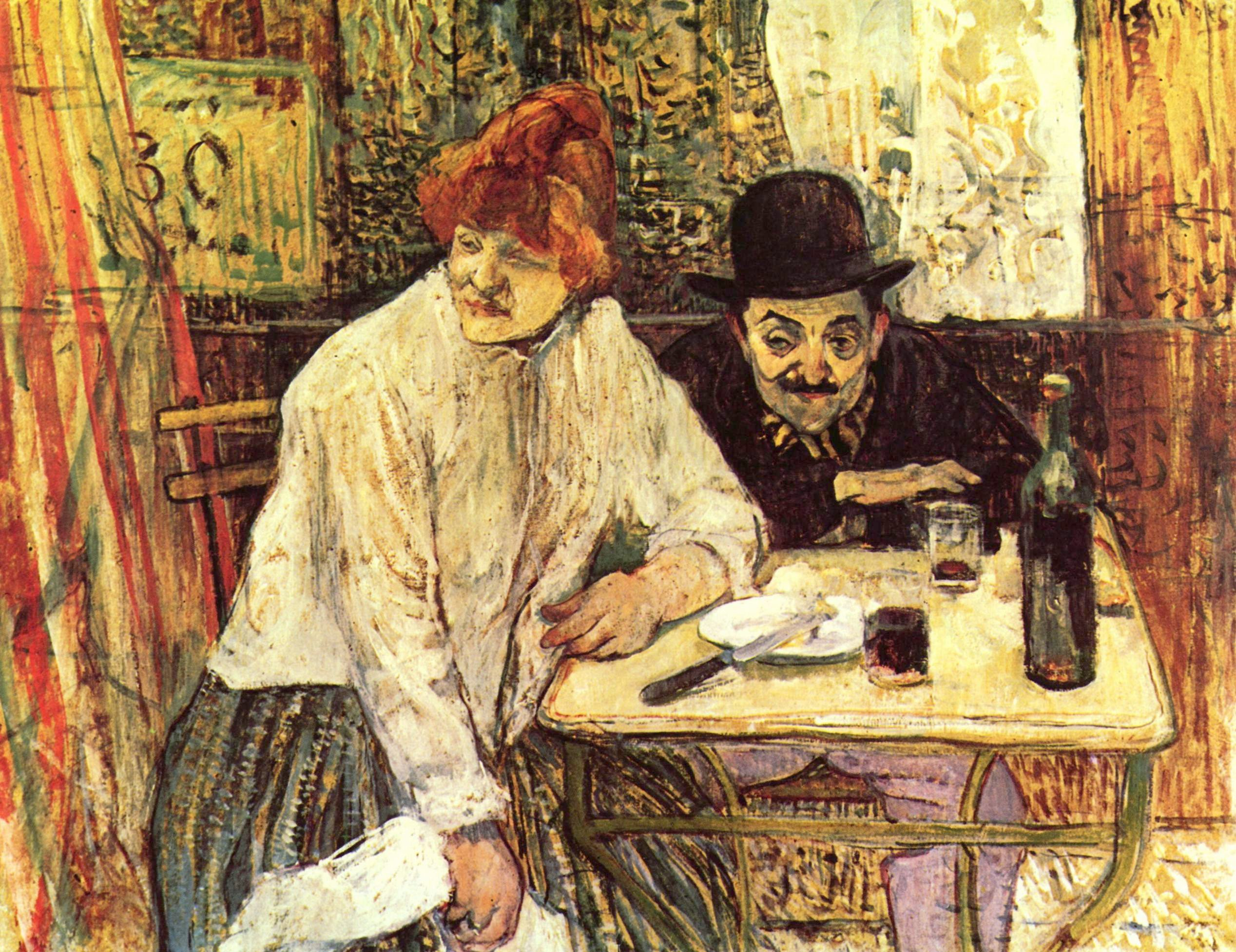
Á la mie (Surfunde) (1891)
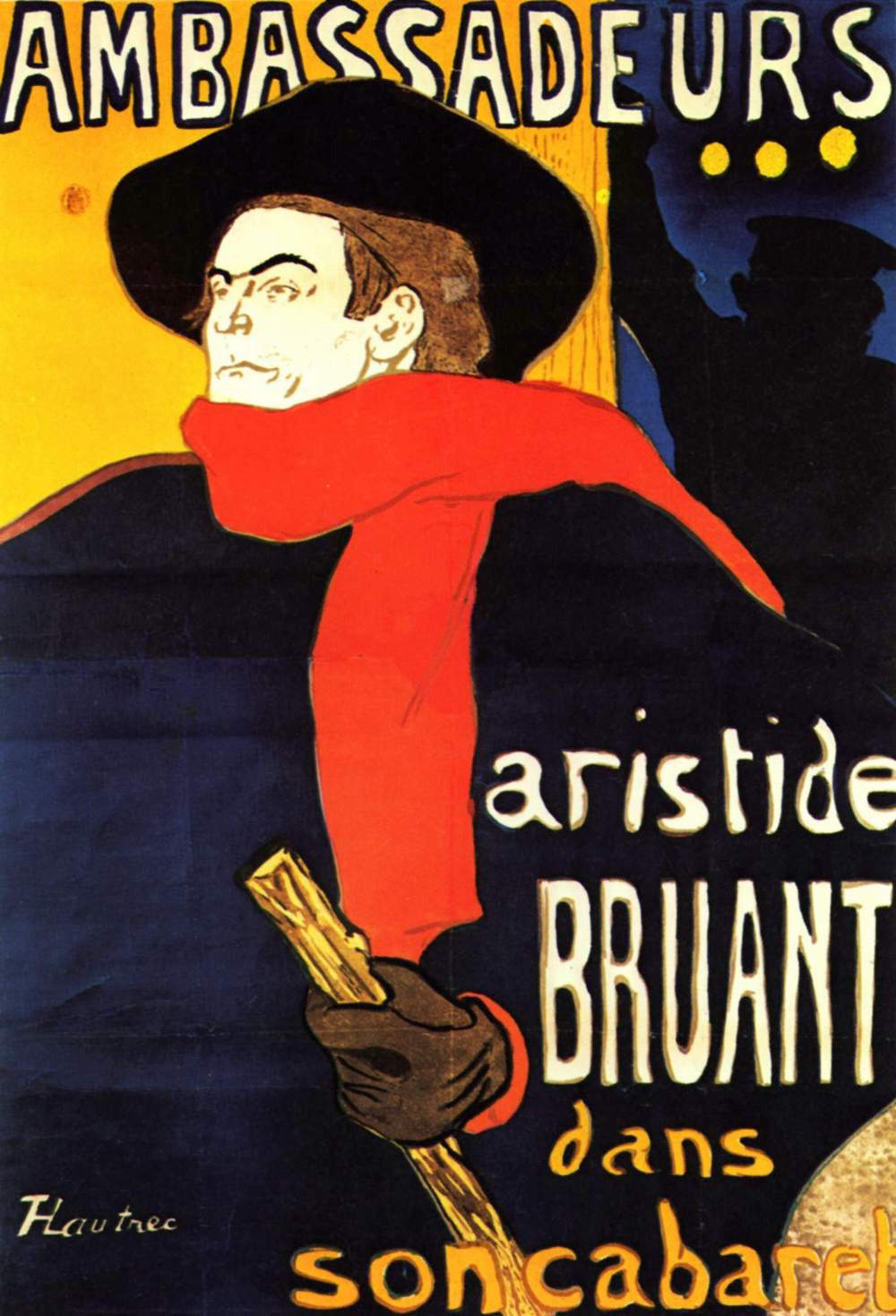
Арістід Брюан (1892, afisxo)
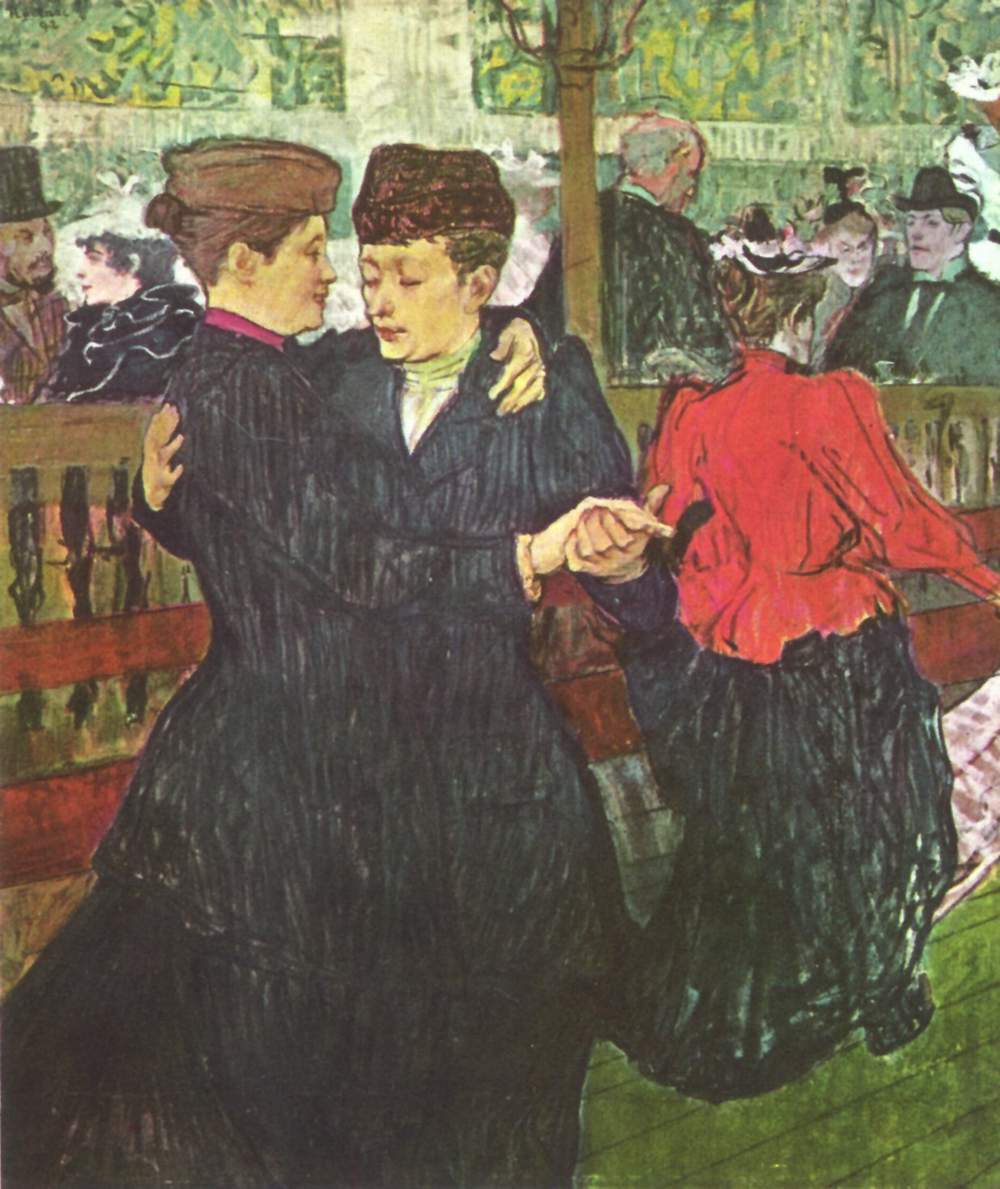
En Moulin Rouge: Du dancantaj virinoj (1892)
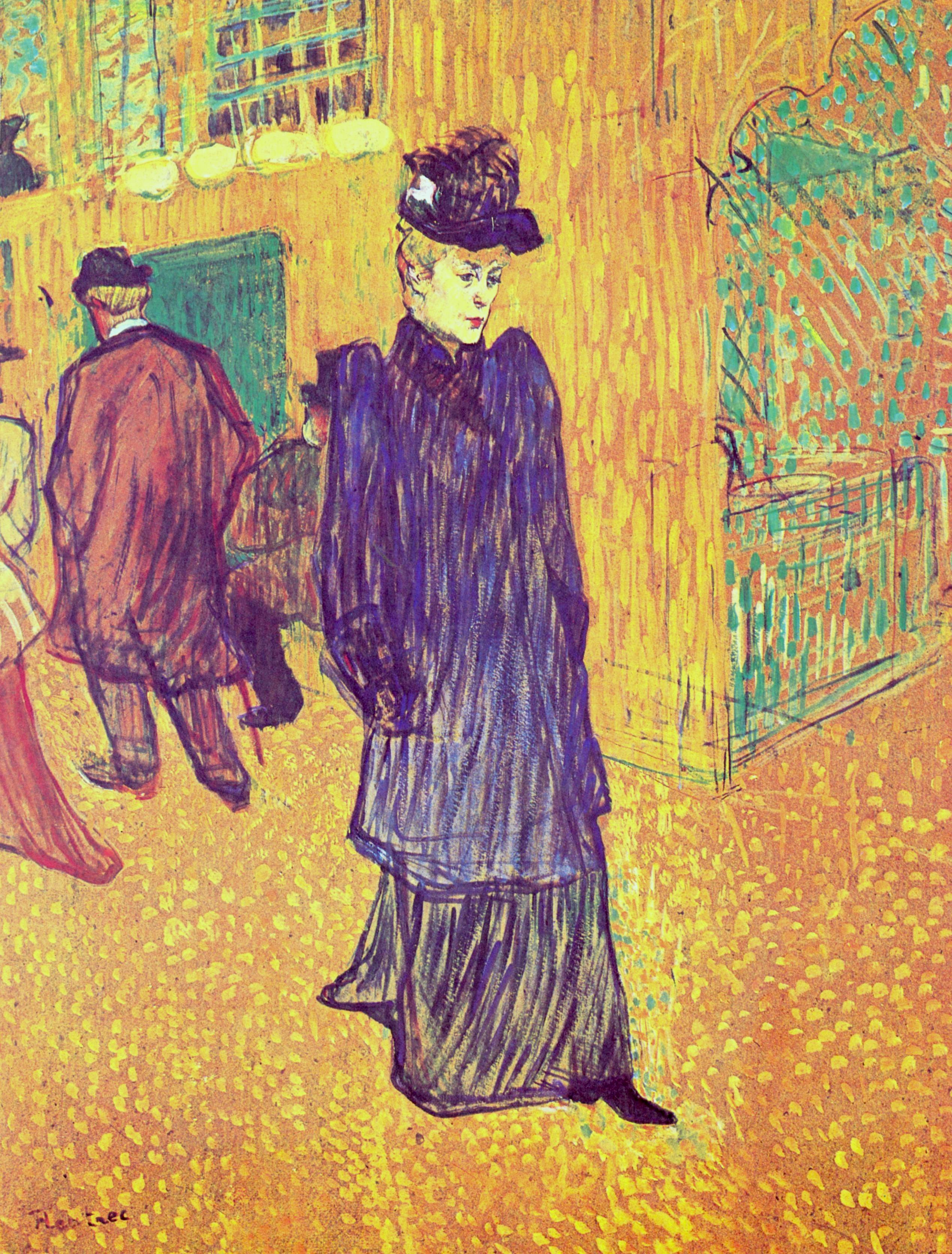
Jane Avril estas eniranta gxis Moulin Rouge (1892)
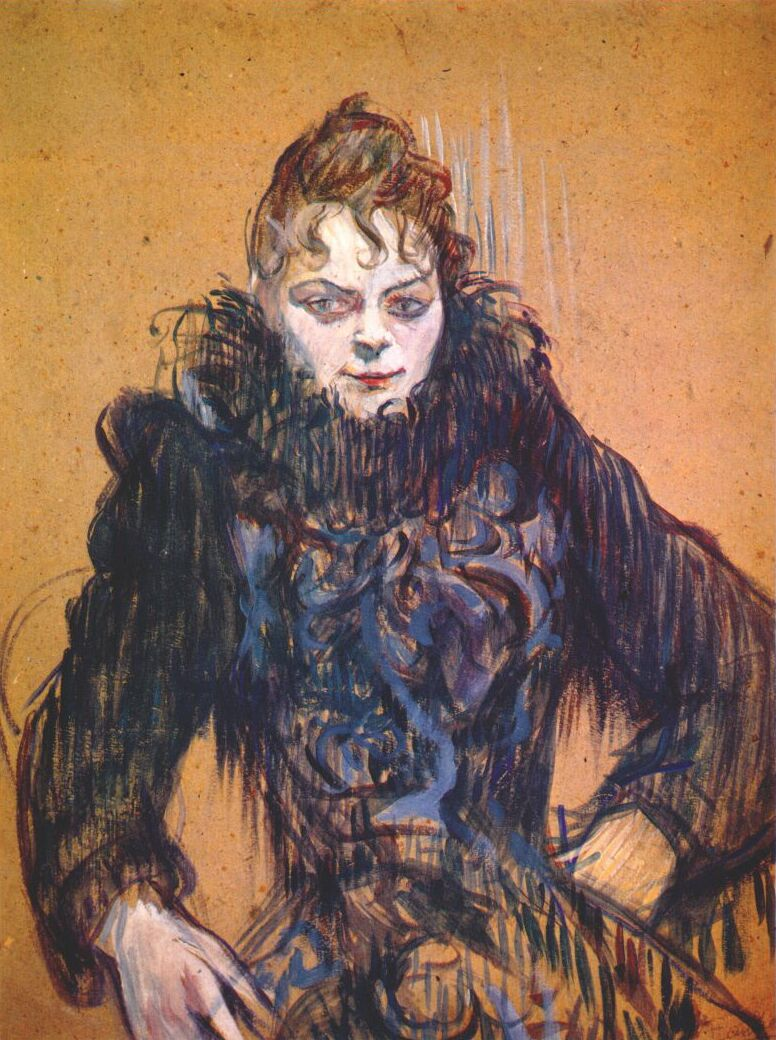
Virino kun pelto (1892)
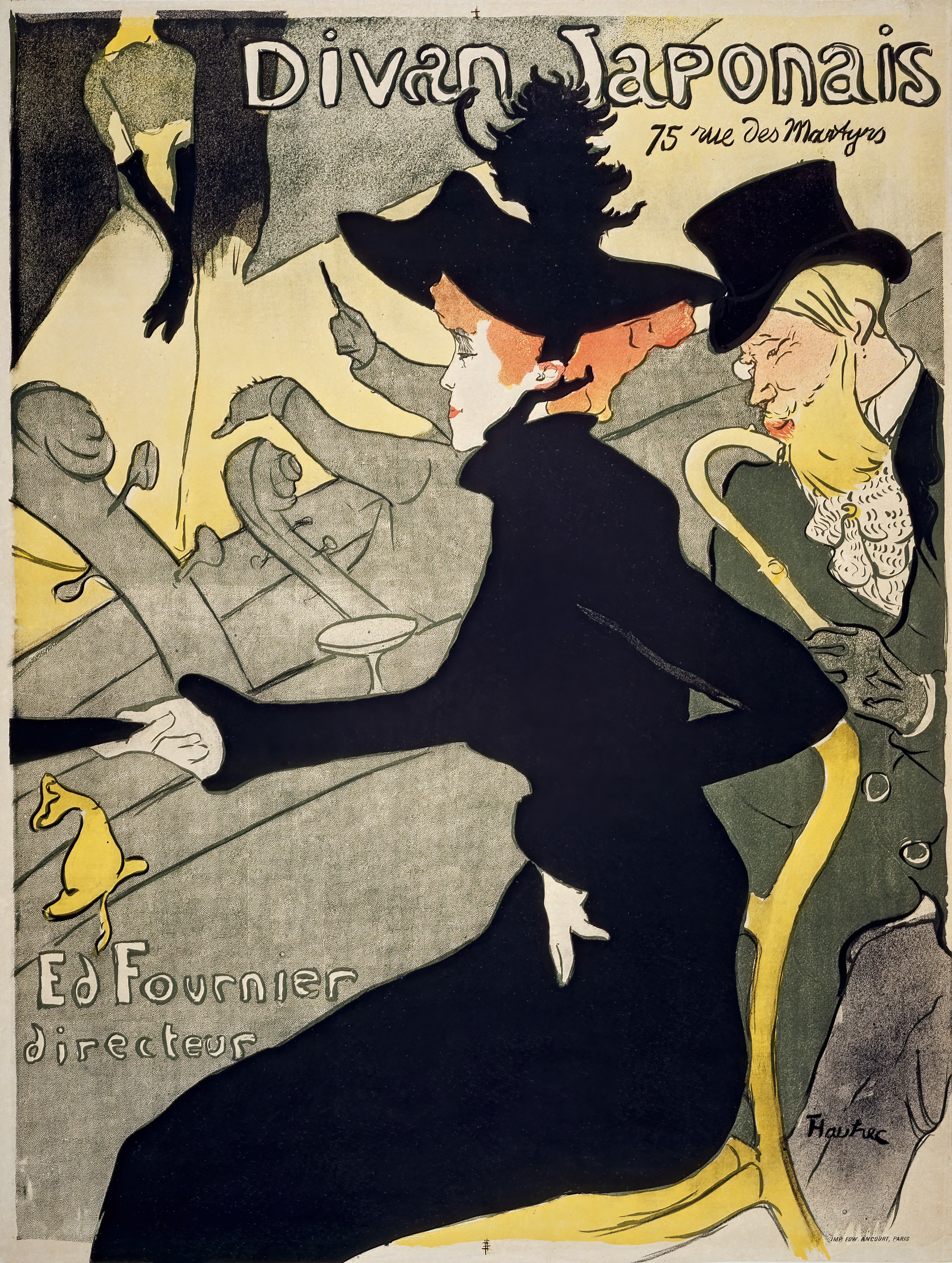
Divan japonais (1893, afisxo)
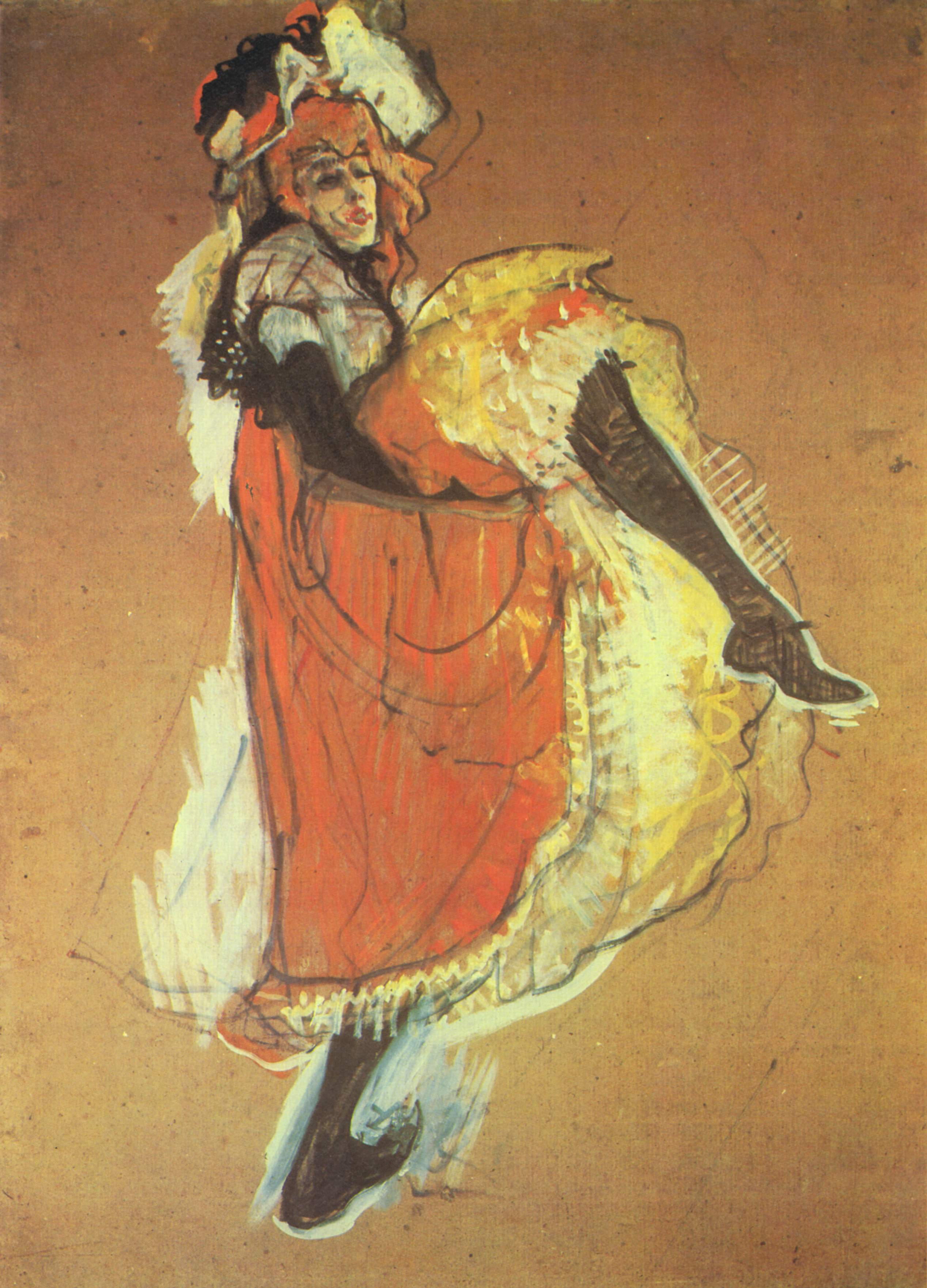
Жанна Авріль танцює (1893, studo por afisxo)
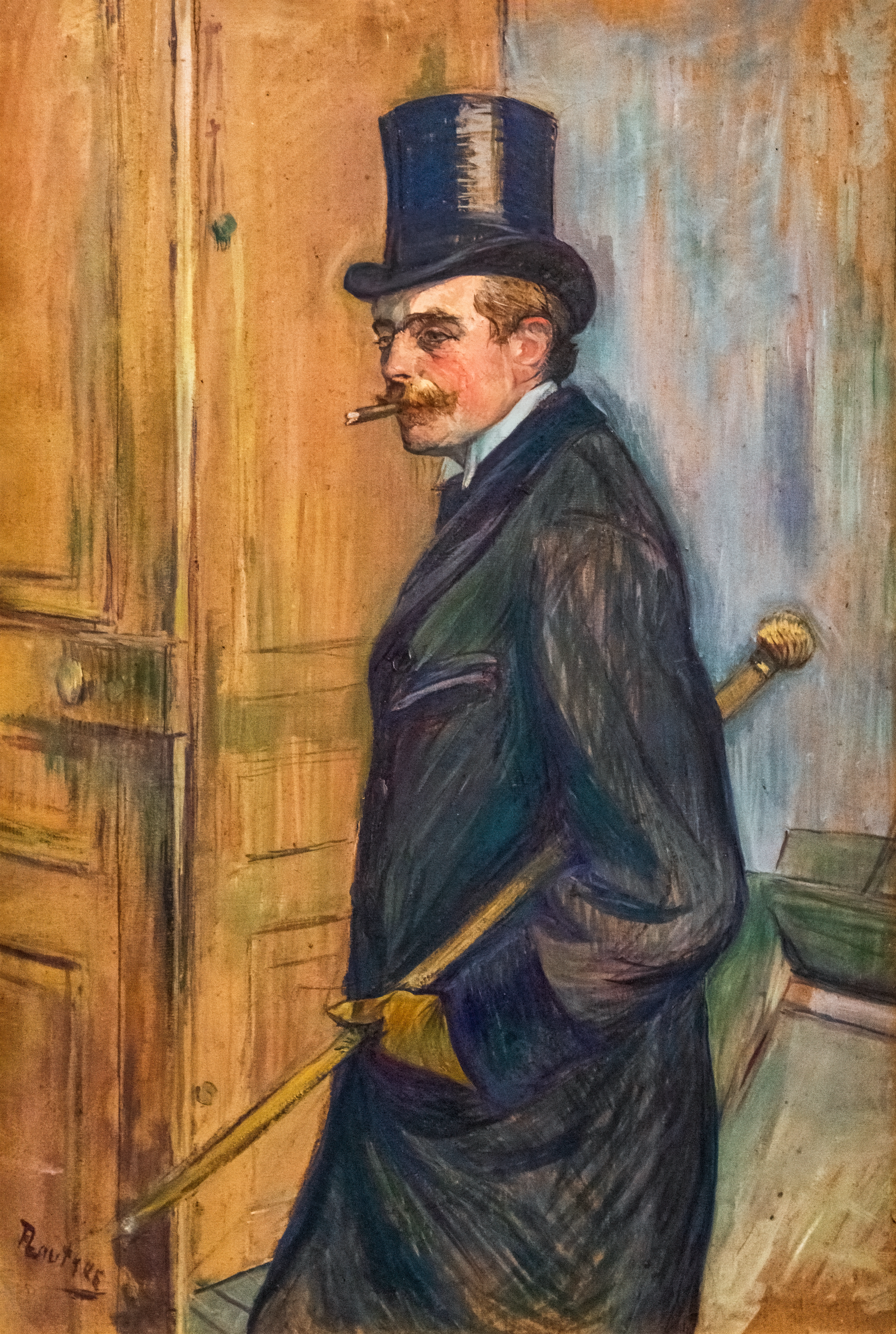
Пан Луї Паскаль (1893)
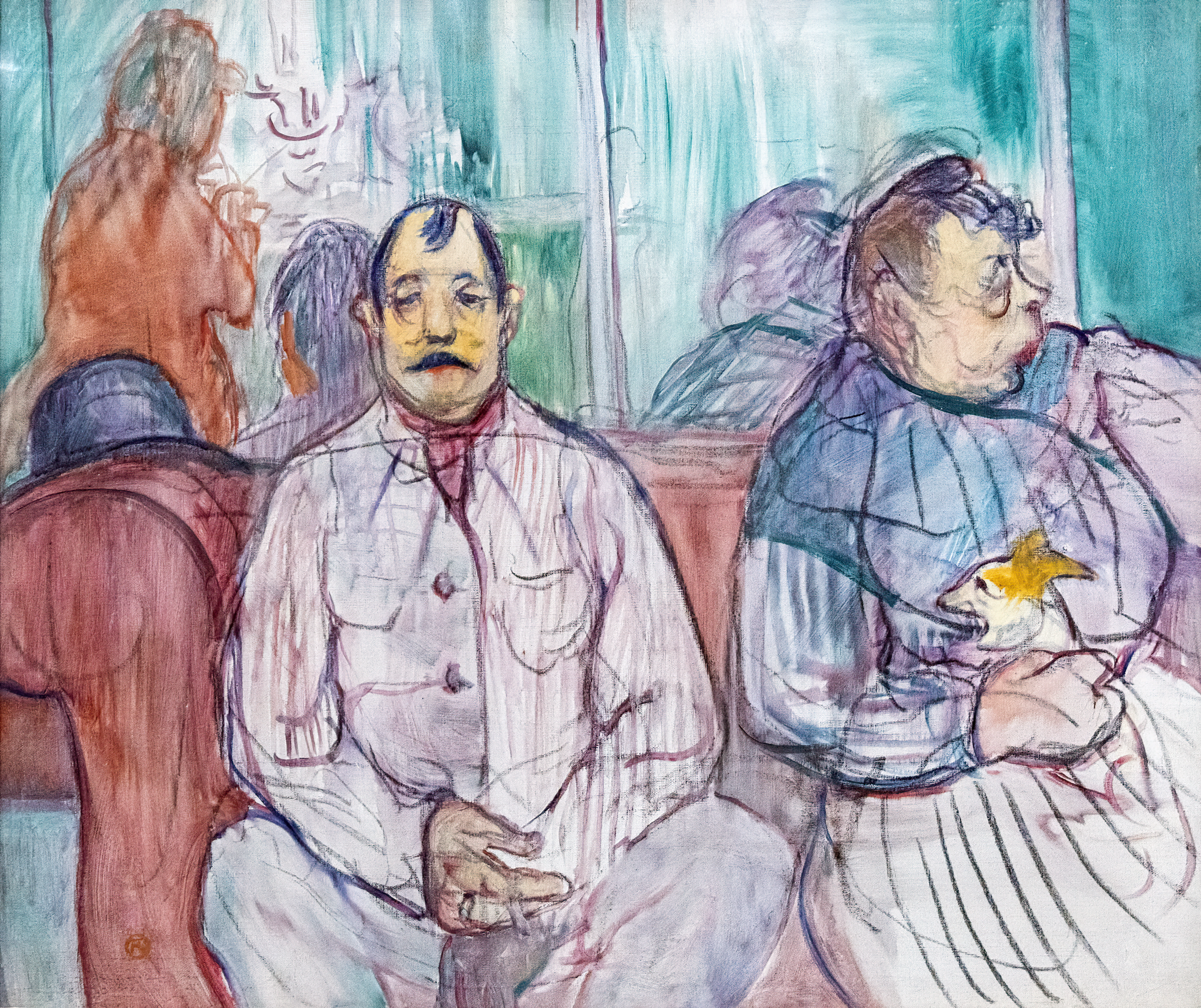
Sinjoro, sinjorino kaj hundeto (1893)
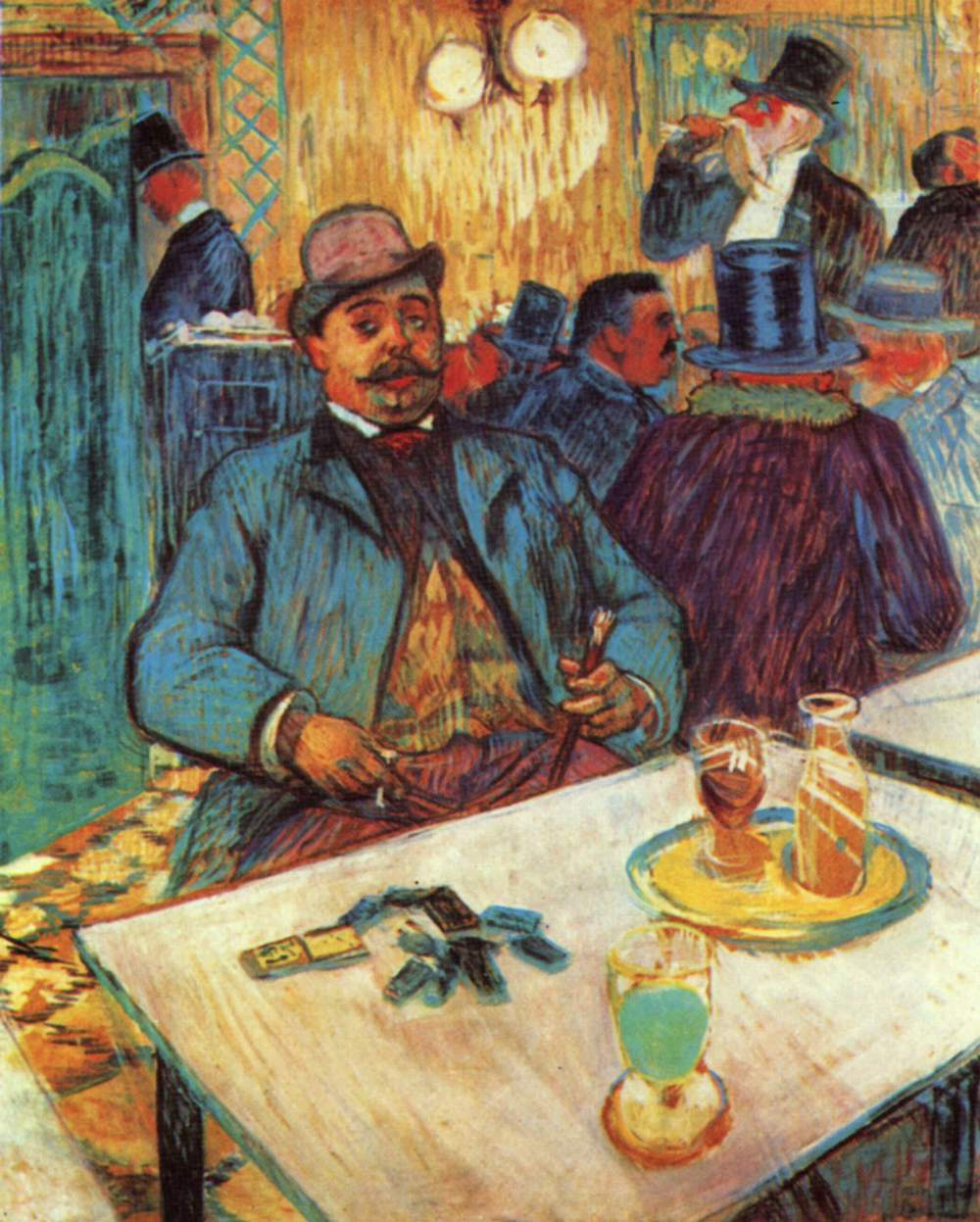
Sinjoro Boileau (1893)
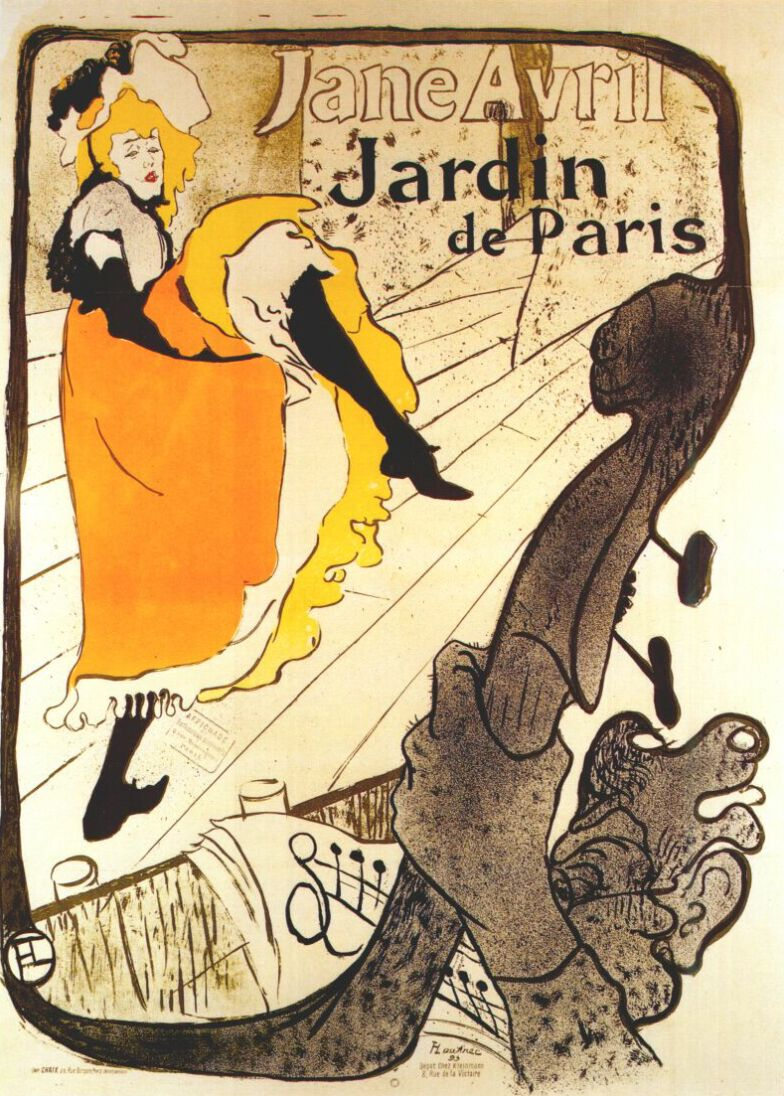
Jane Avril en Jardin de Paris (1893, afisxo)
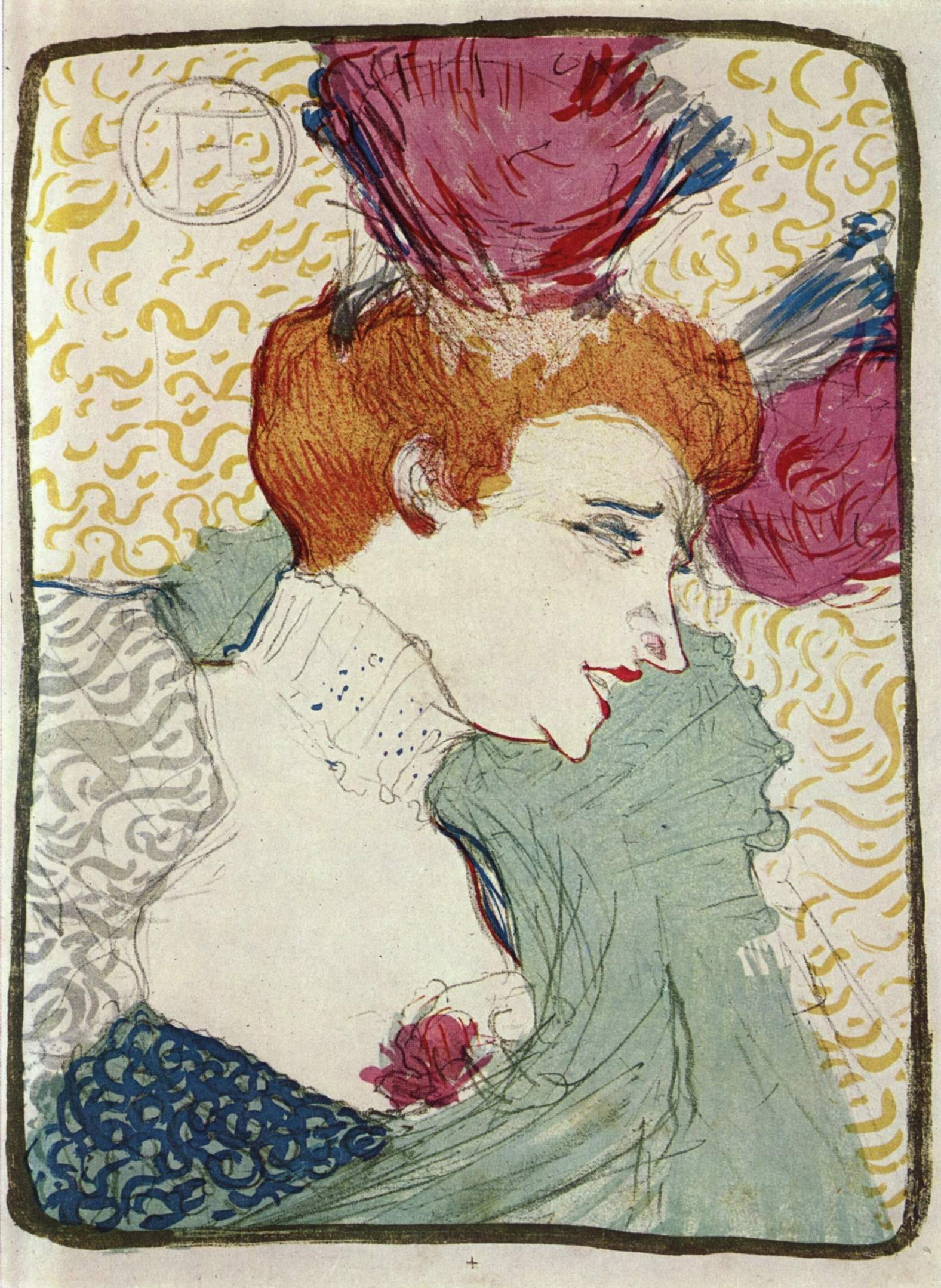
Marcelle Lender estas dancanta boleron en opereto Chilpéric (1893, afisxo)
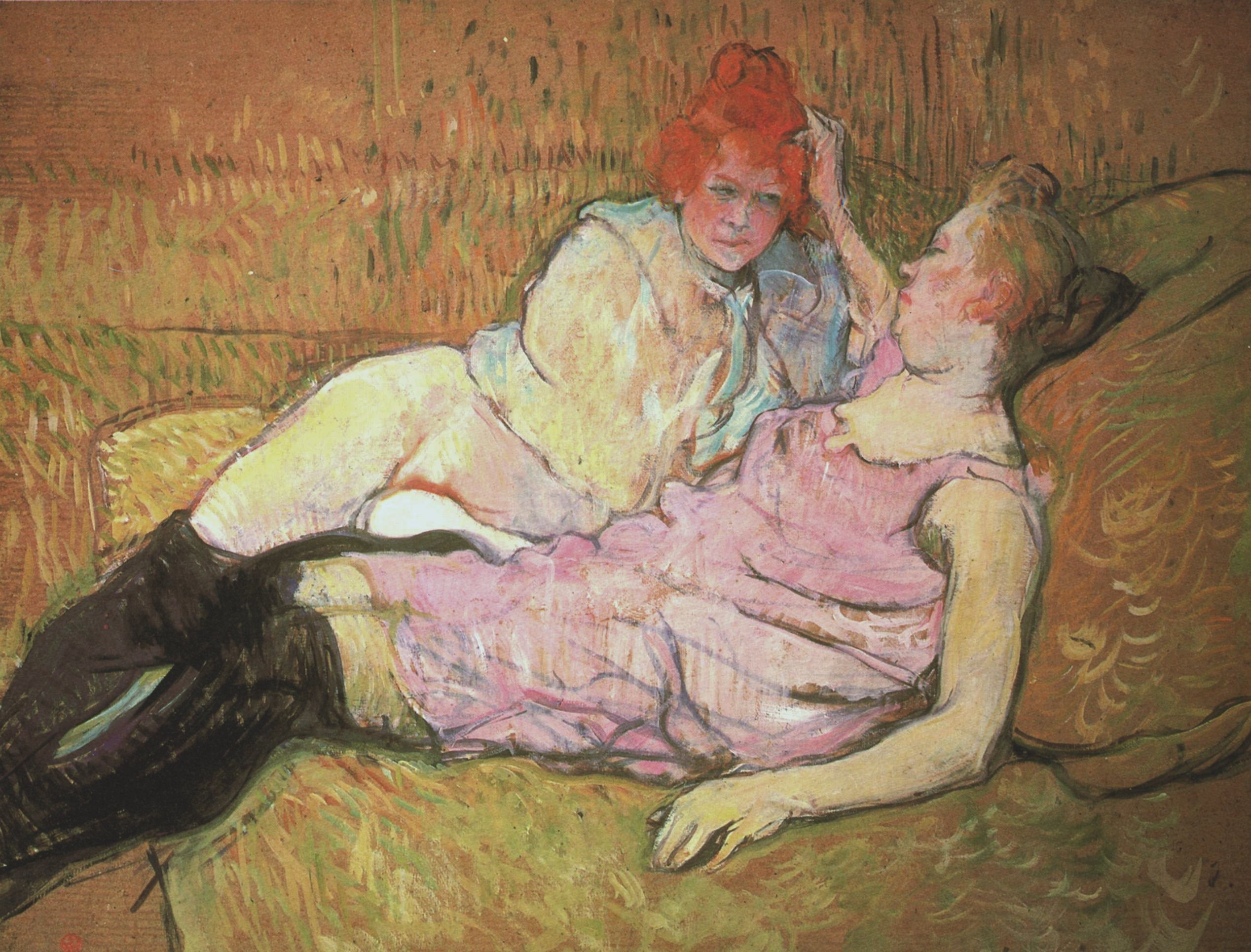
Divano (1894)
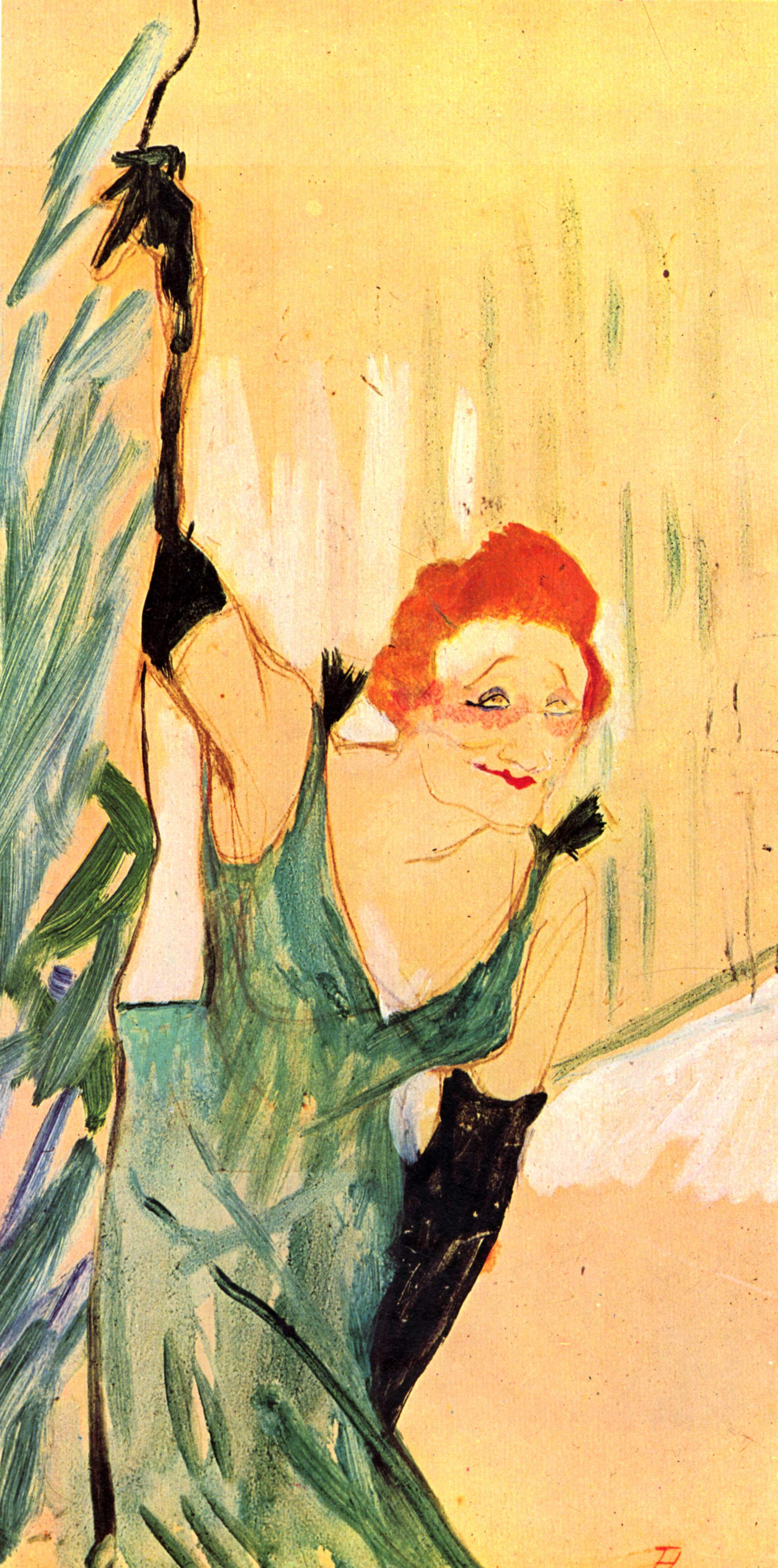
Yvette Guilbert estas salutanta publikon (1894)
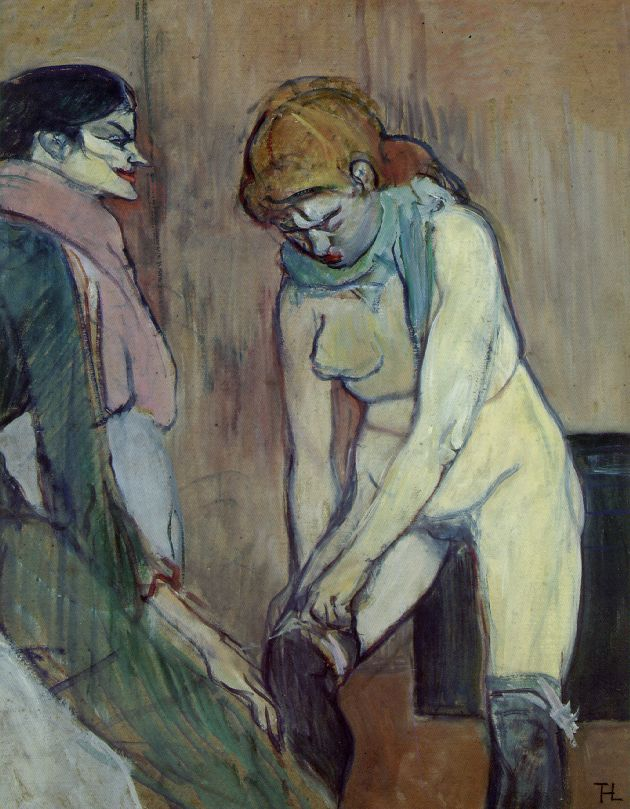
Virino sinvestanta sxtrumpojn (1894)
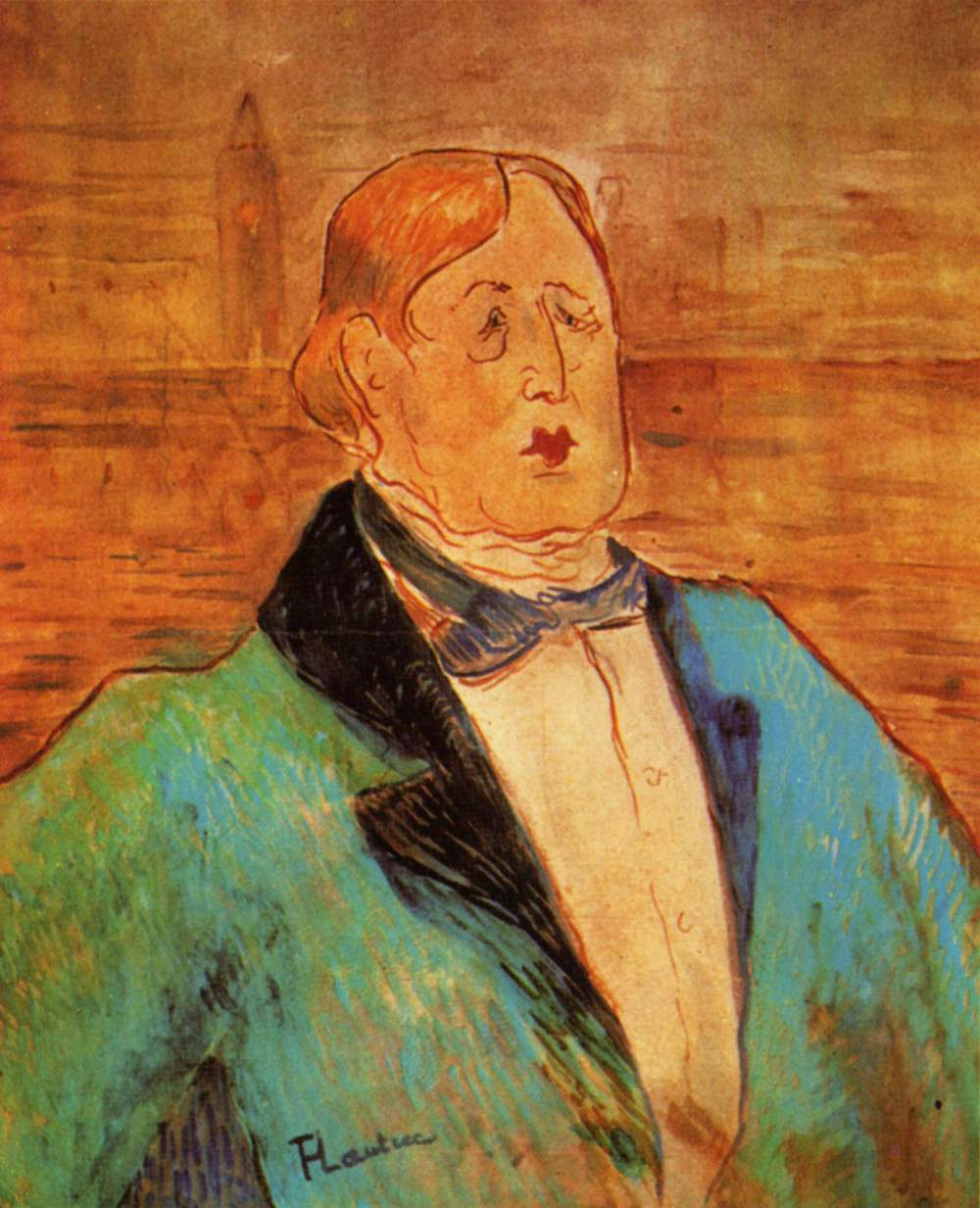
Portreto de Oscar Wilde (1895)
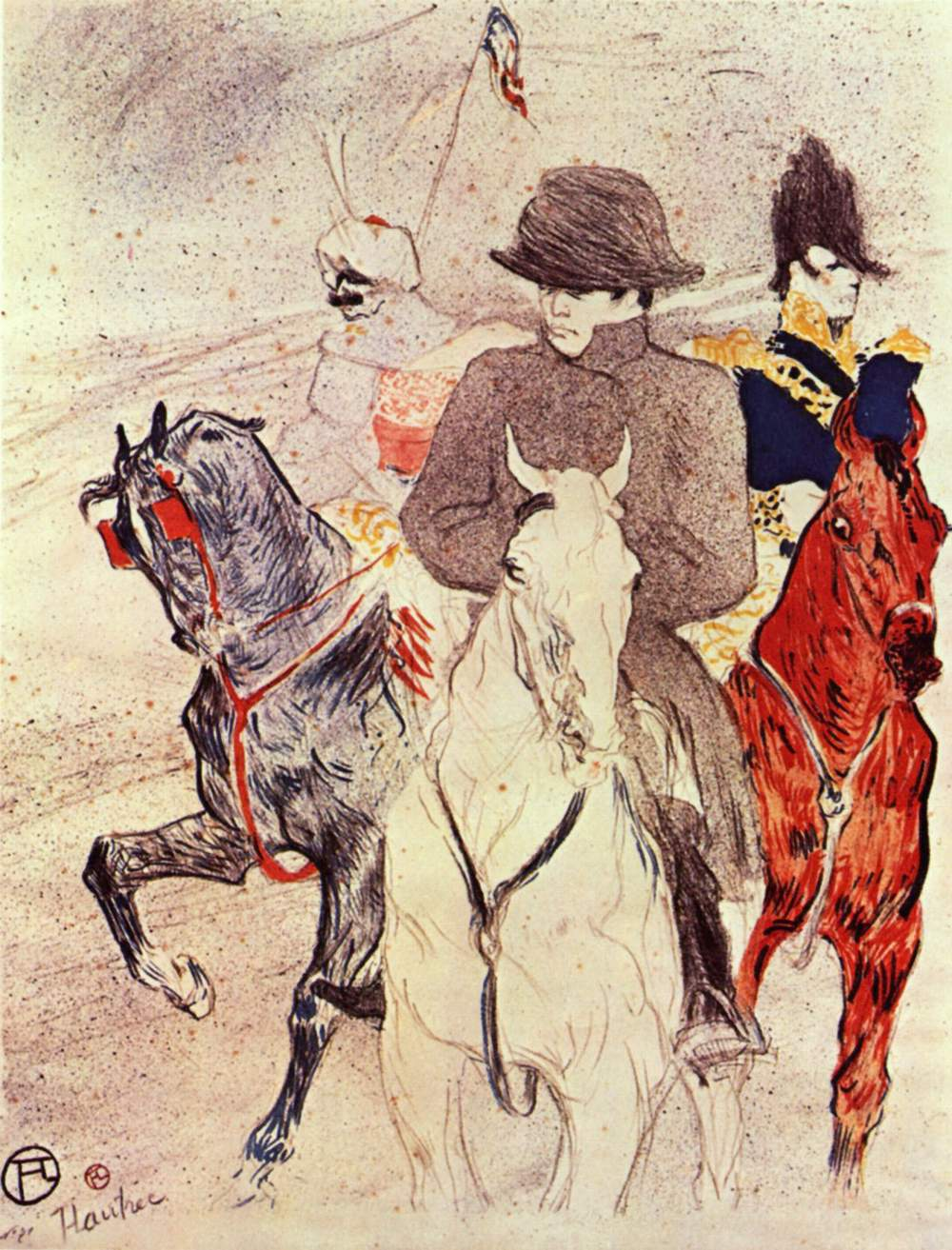
Napoleono (1895)
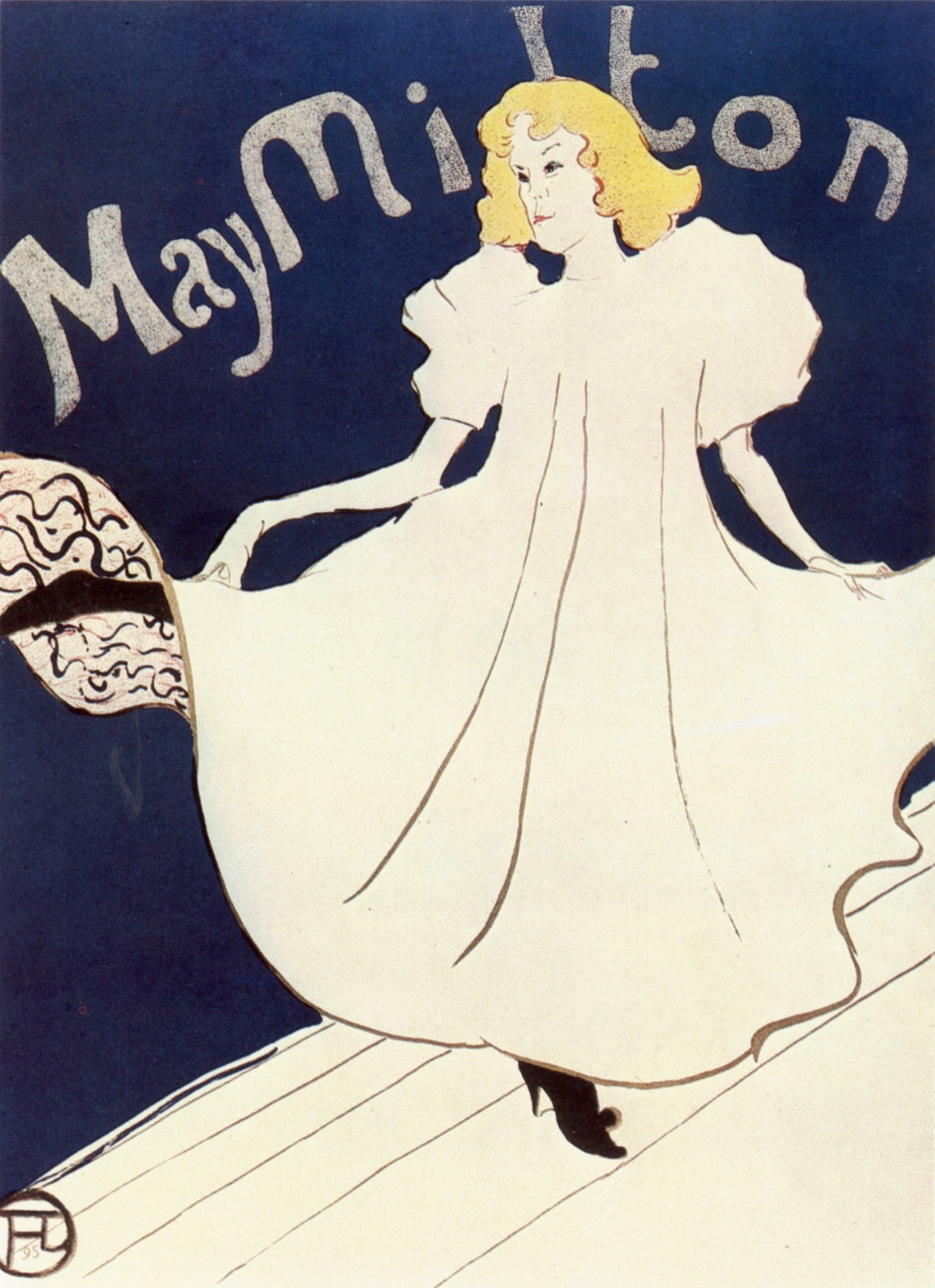
May Milton (1895, afisxo)
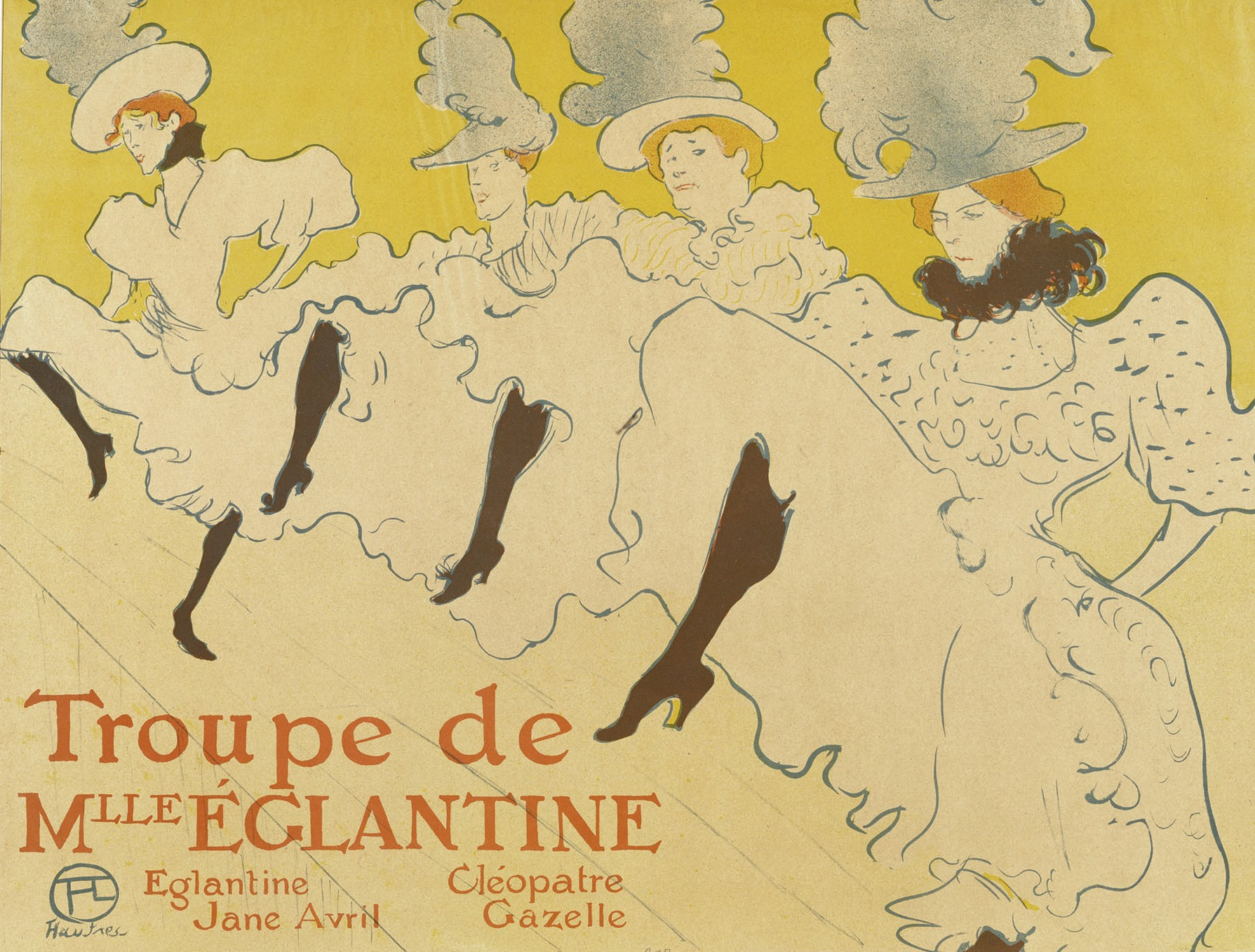
La Troupe de Mllé Eglantine (1895-6, afisxo)
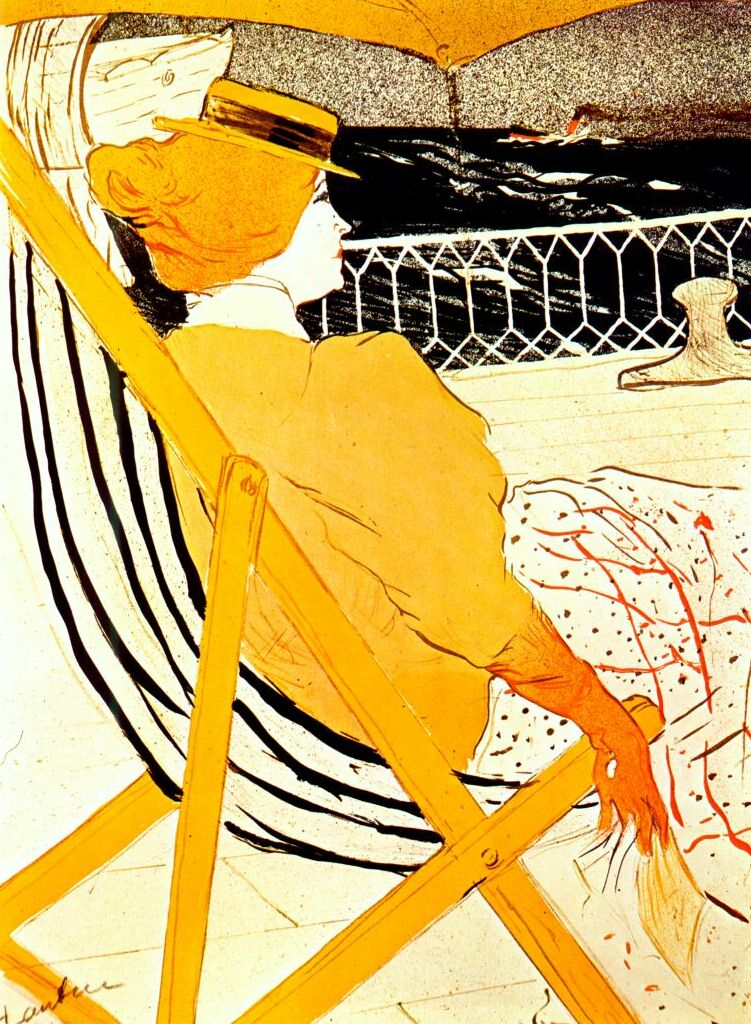
Vojagxanto el kajuto n-ro 54 (1896, litografio)
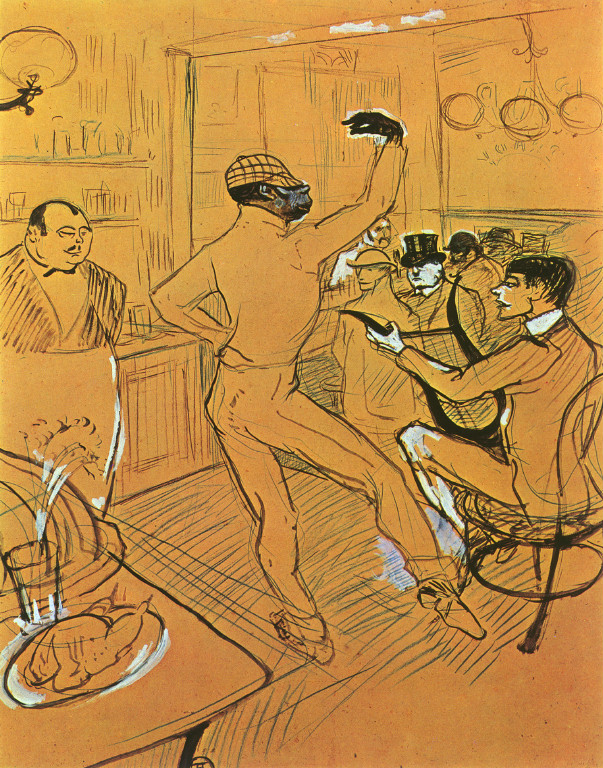
Dancisto nomata „Chocolat“ en „Irish and American bar“ (1896)
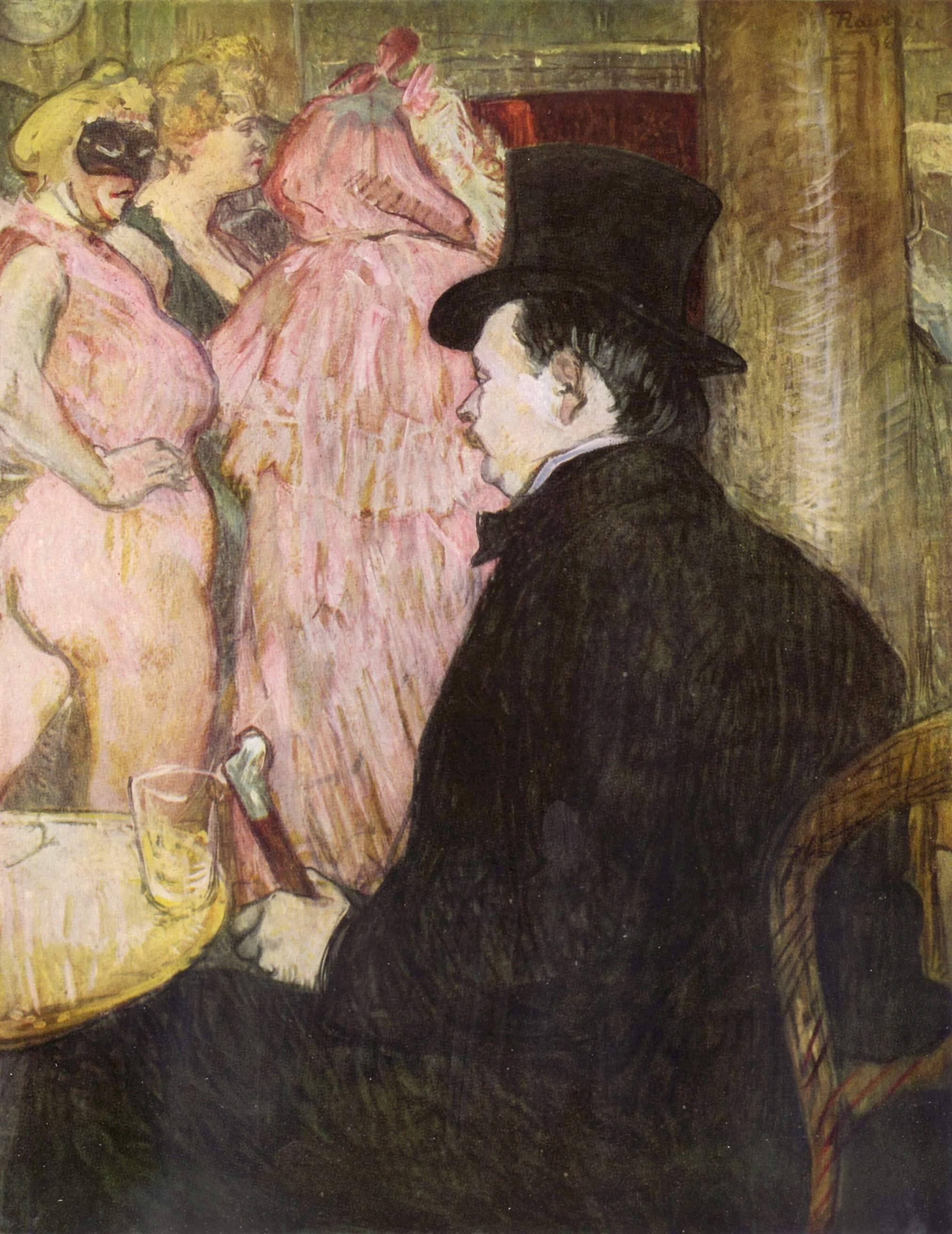
Maxime Dethomas (1896)
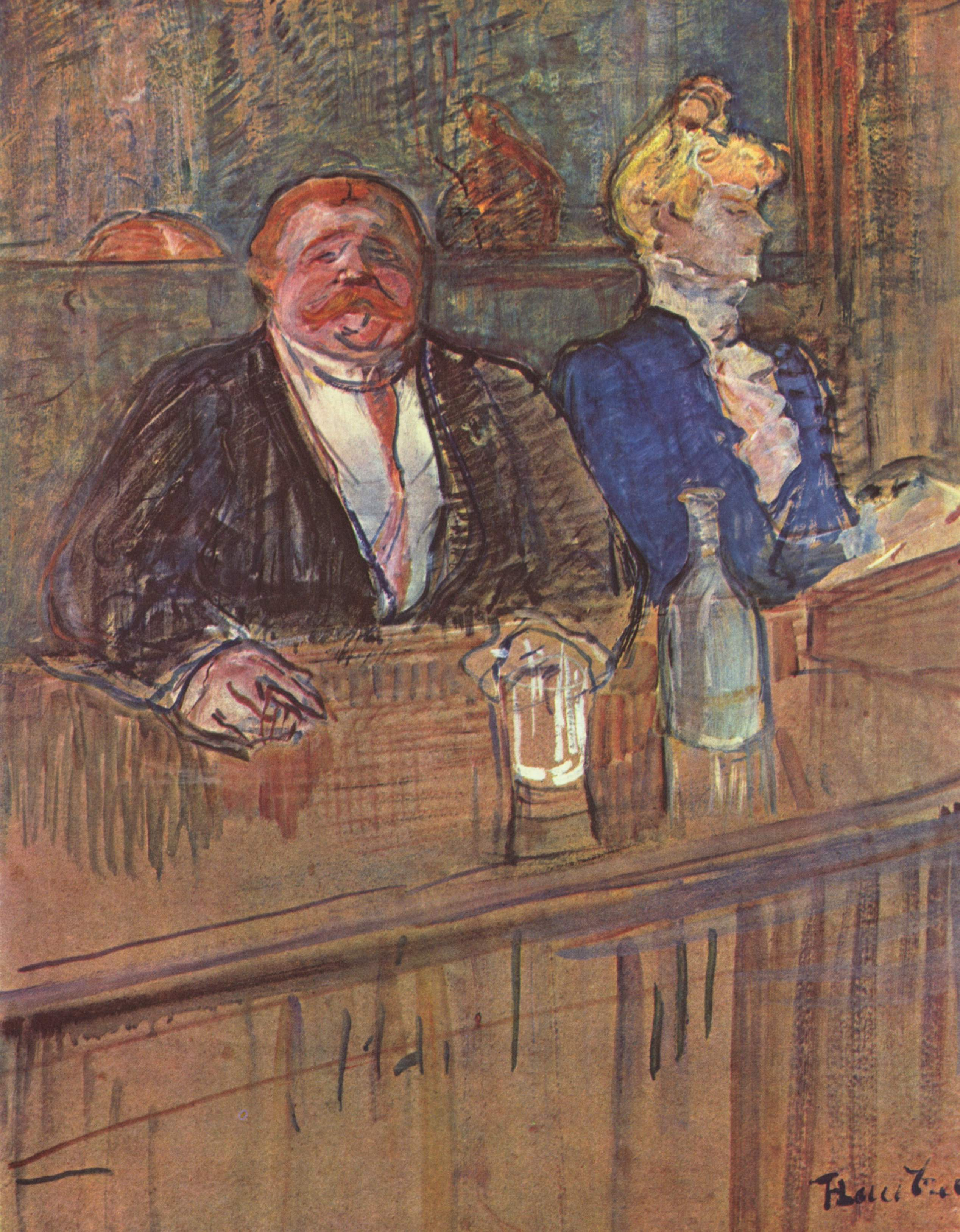
Drinkejo (1898)
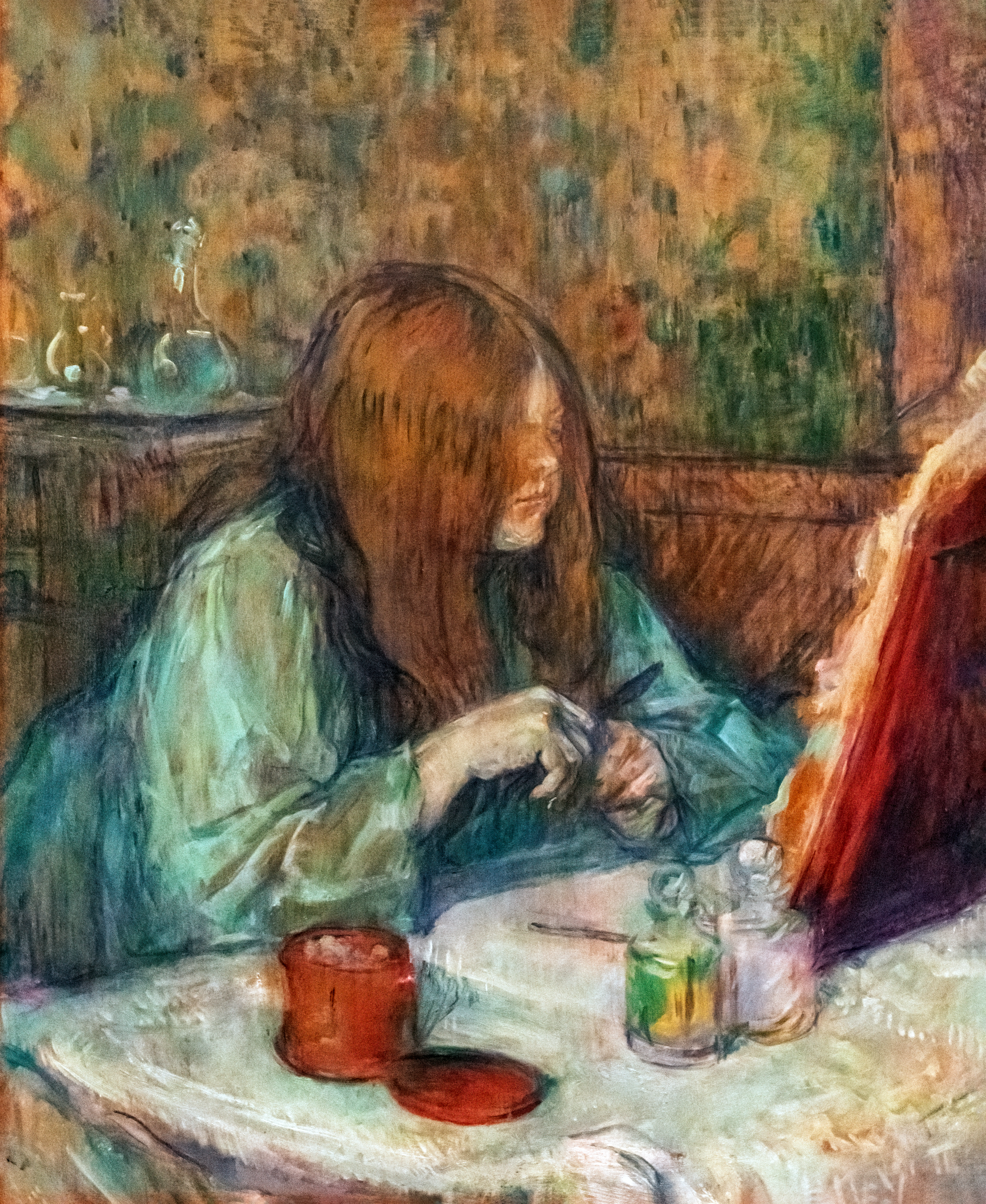
Dum sxminkado (1898)
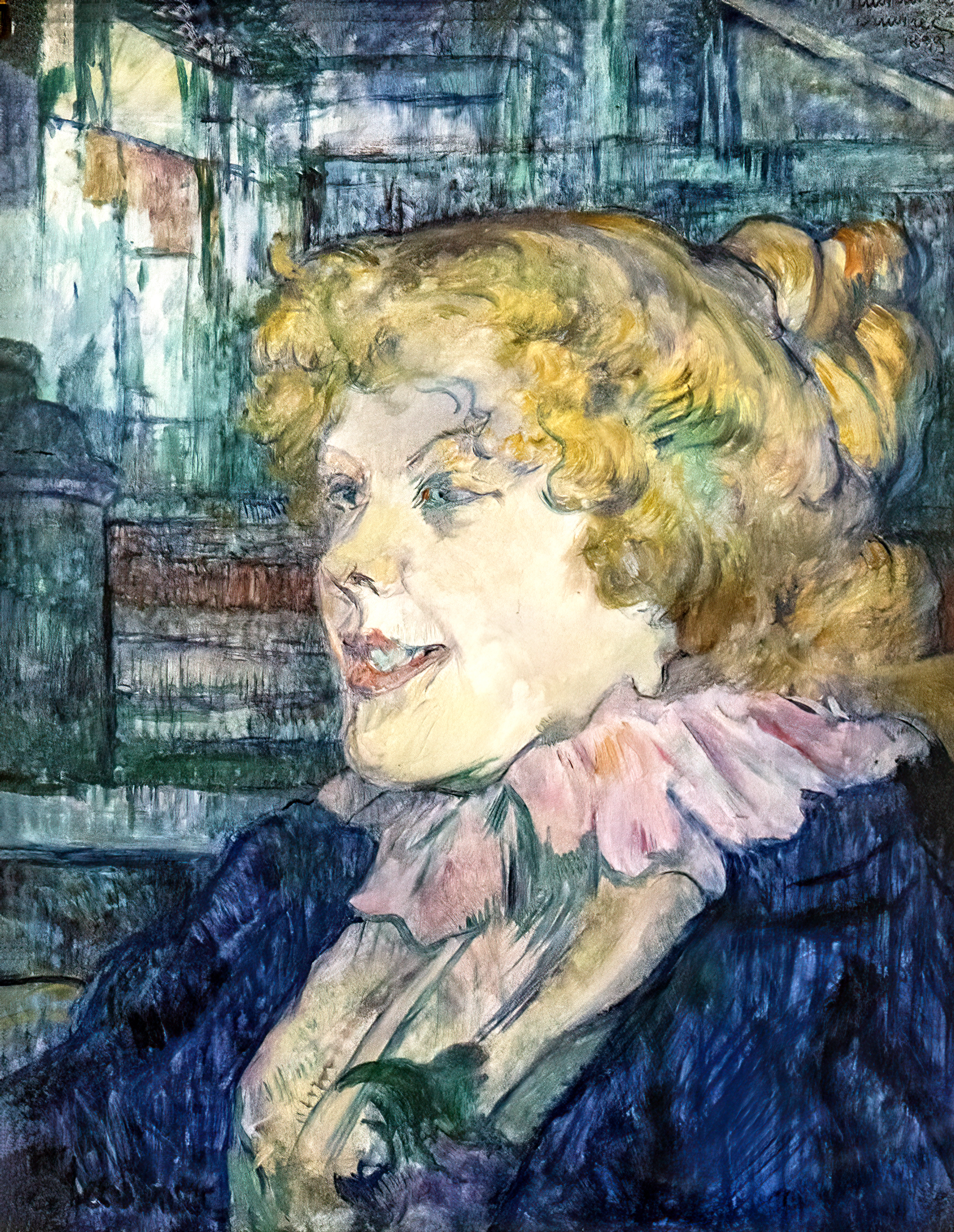
L'anglaise du STAR au Havre (1899)
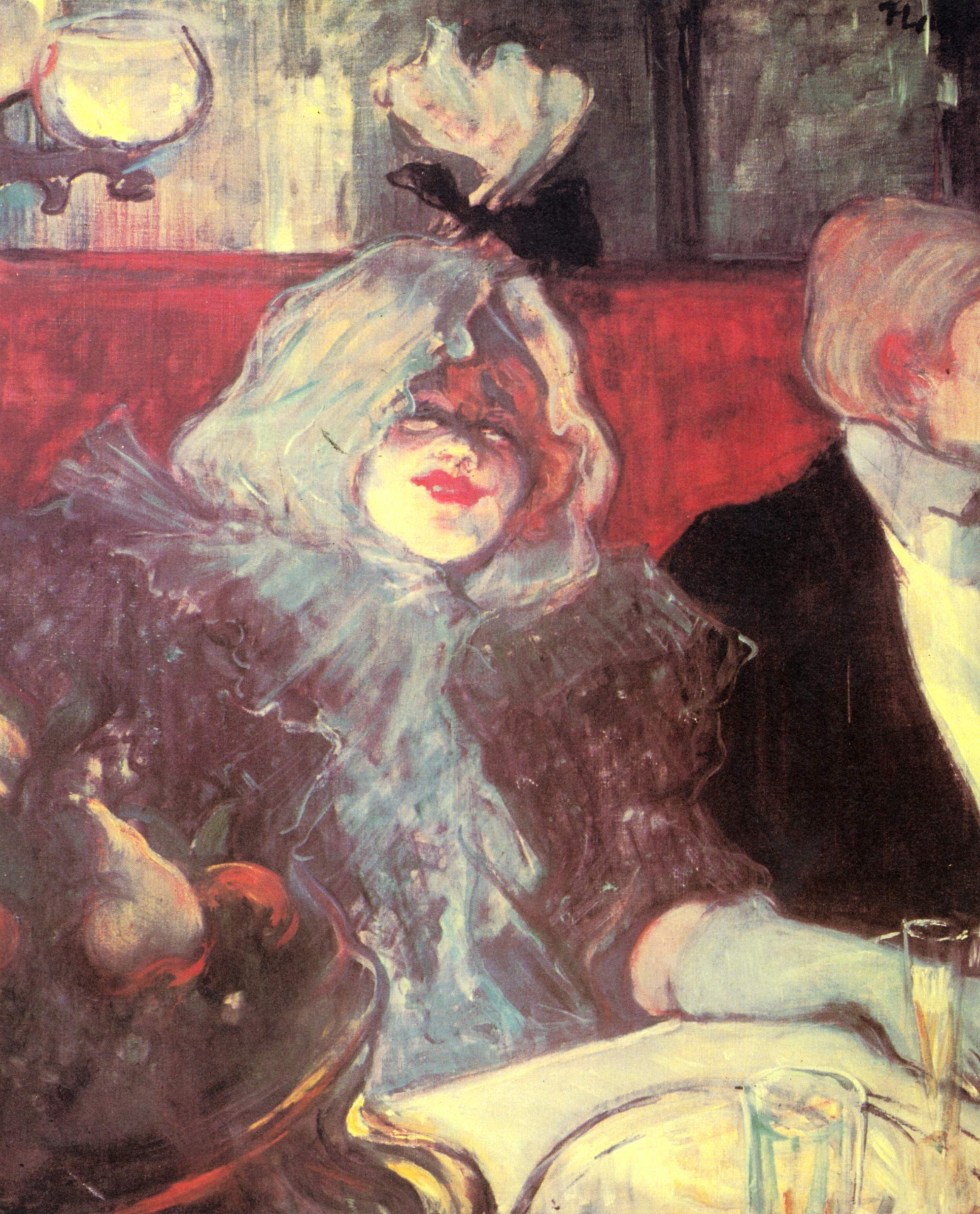
En privata cxambro cxe Morta rato (1899)
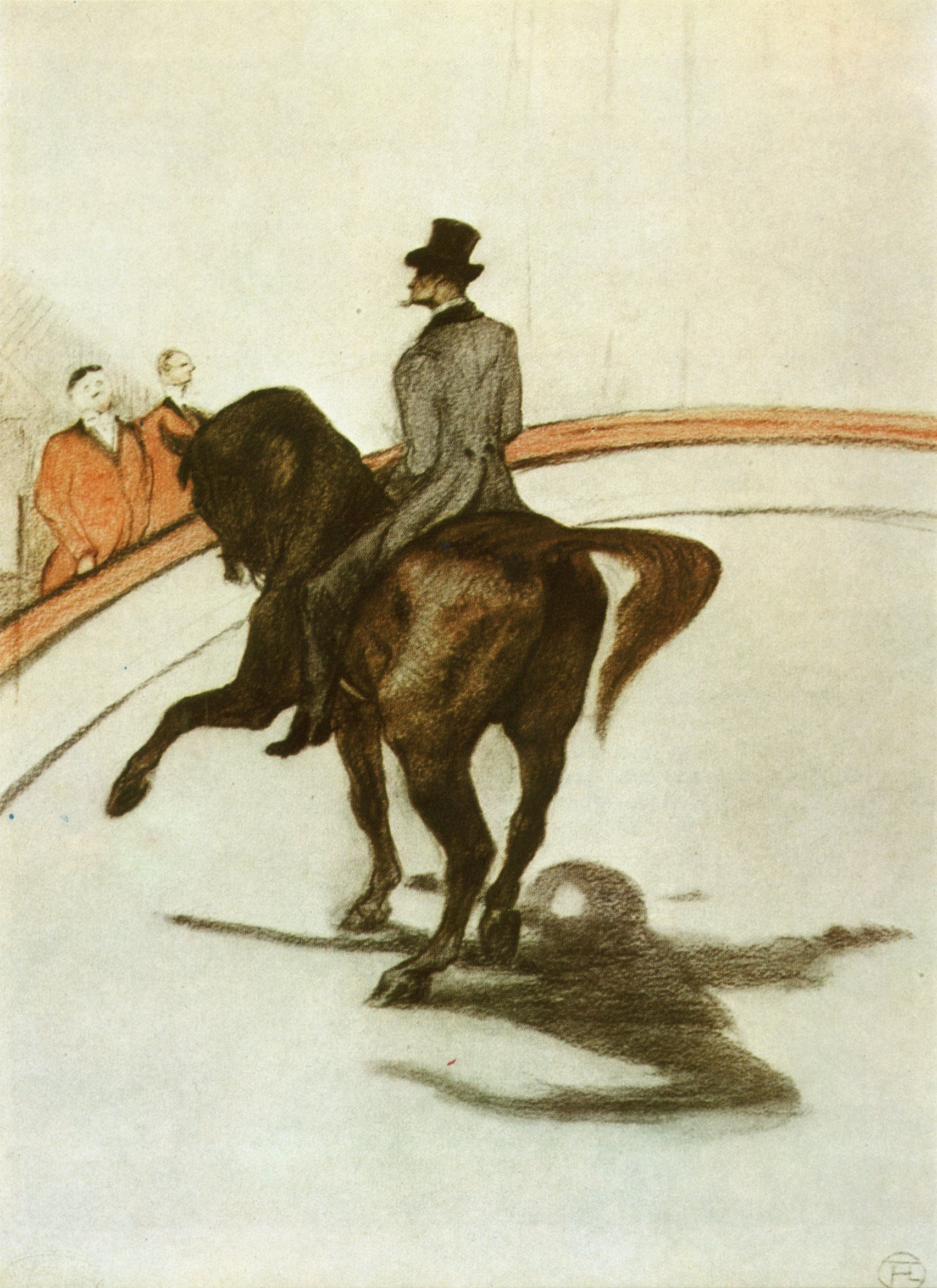
En cirko: Hispana pasxo (1899, desegnajxo per koloraj krajonoj)
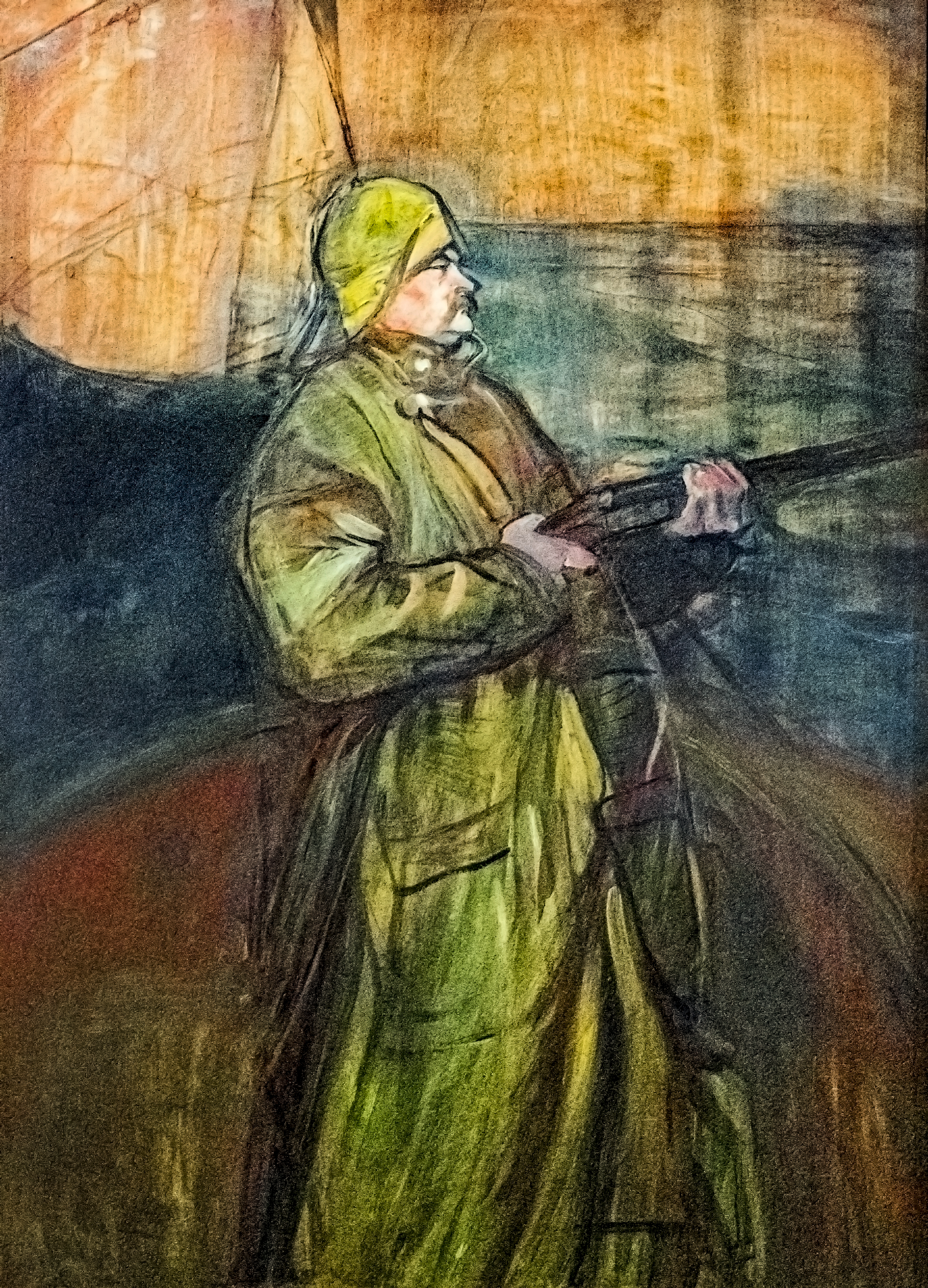
Maurice Joyant en golfo Somme (1900)
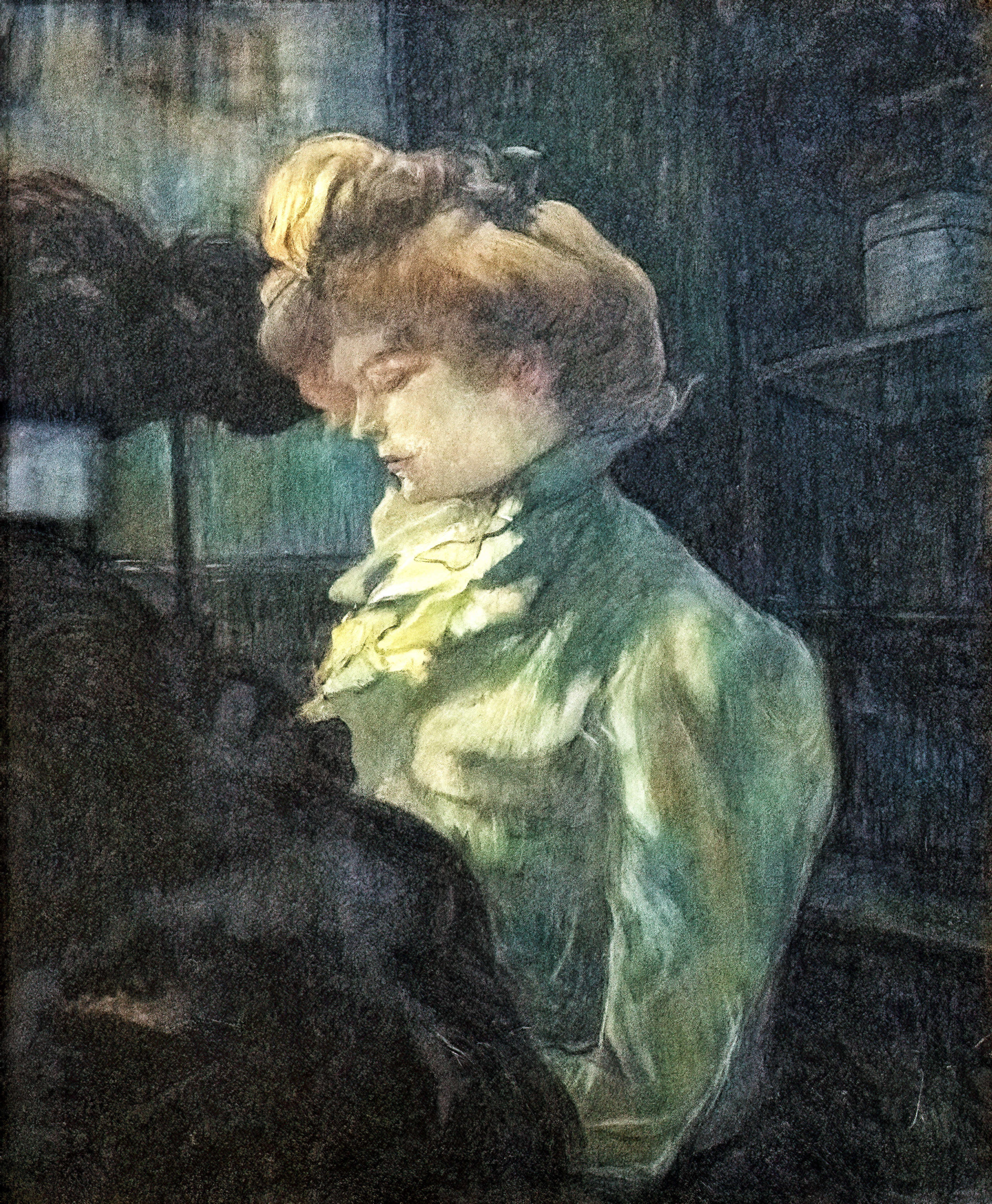
Modistino (1900)
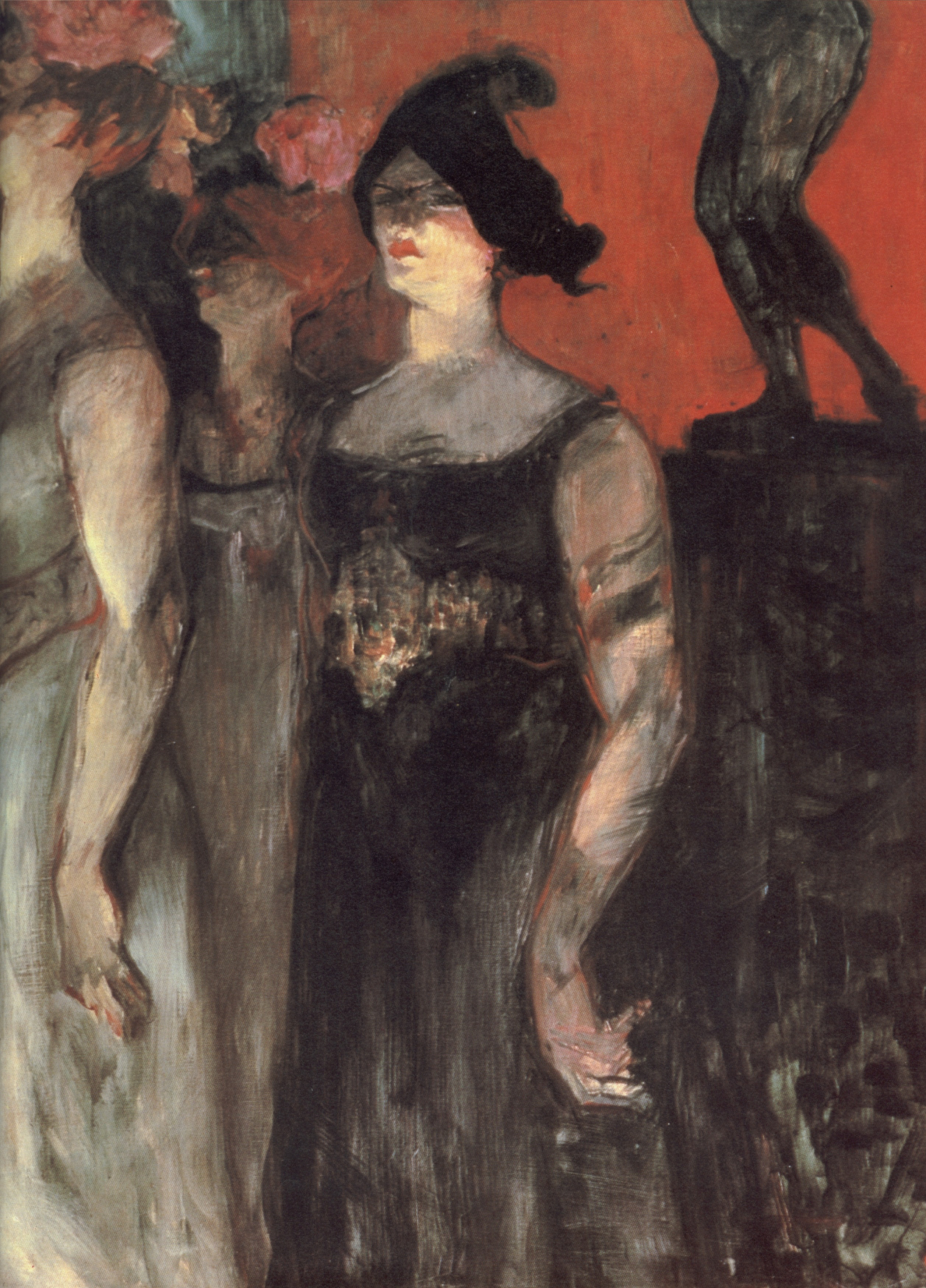
Messalina (1900)
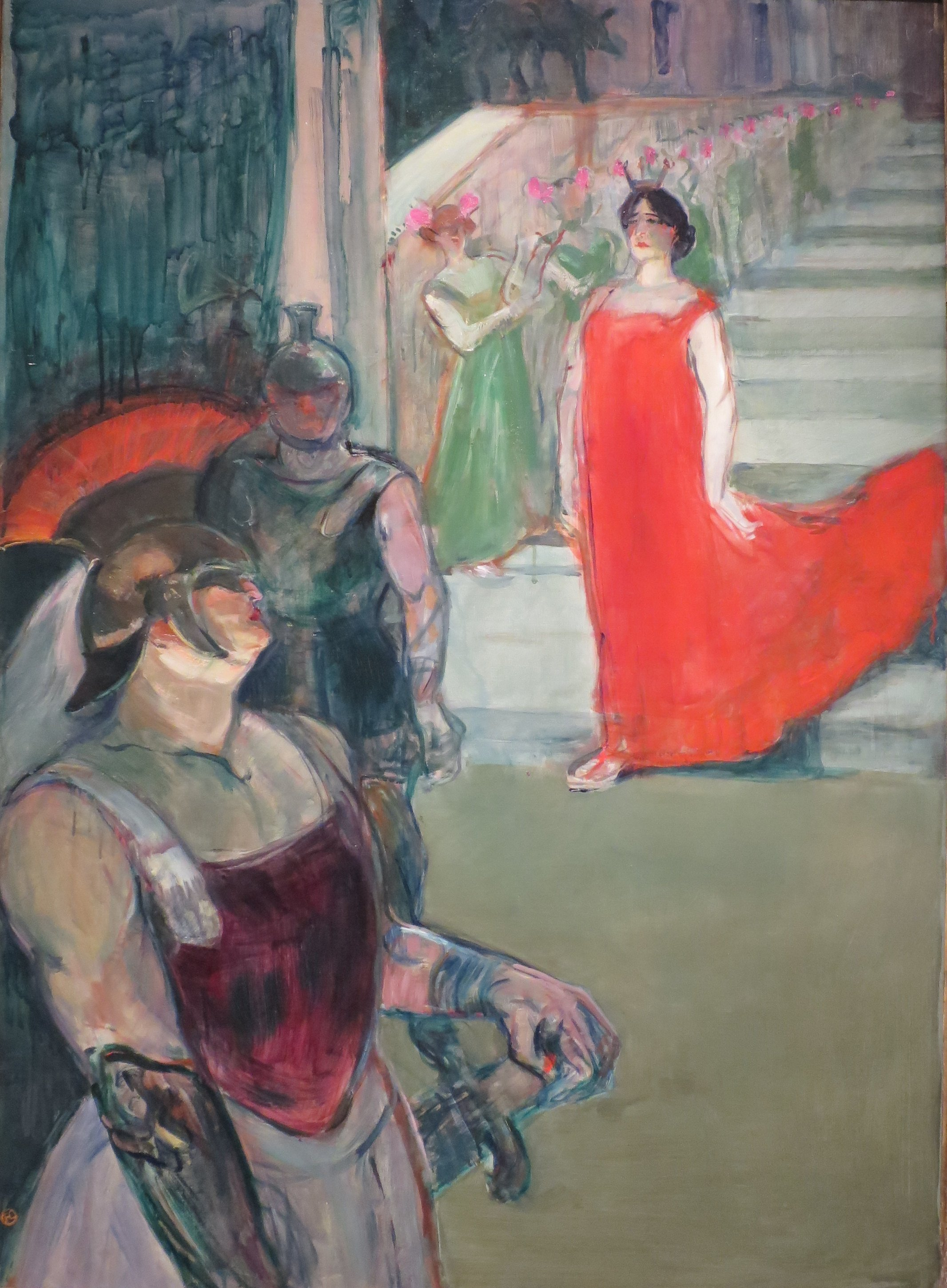
Messalina estas malsupreniranta de sur sxtuparejo (1900-01)